# Tauberbischofsheim

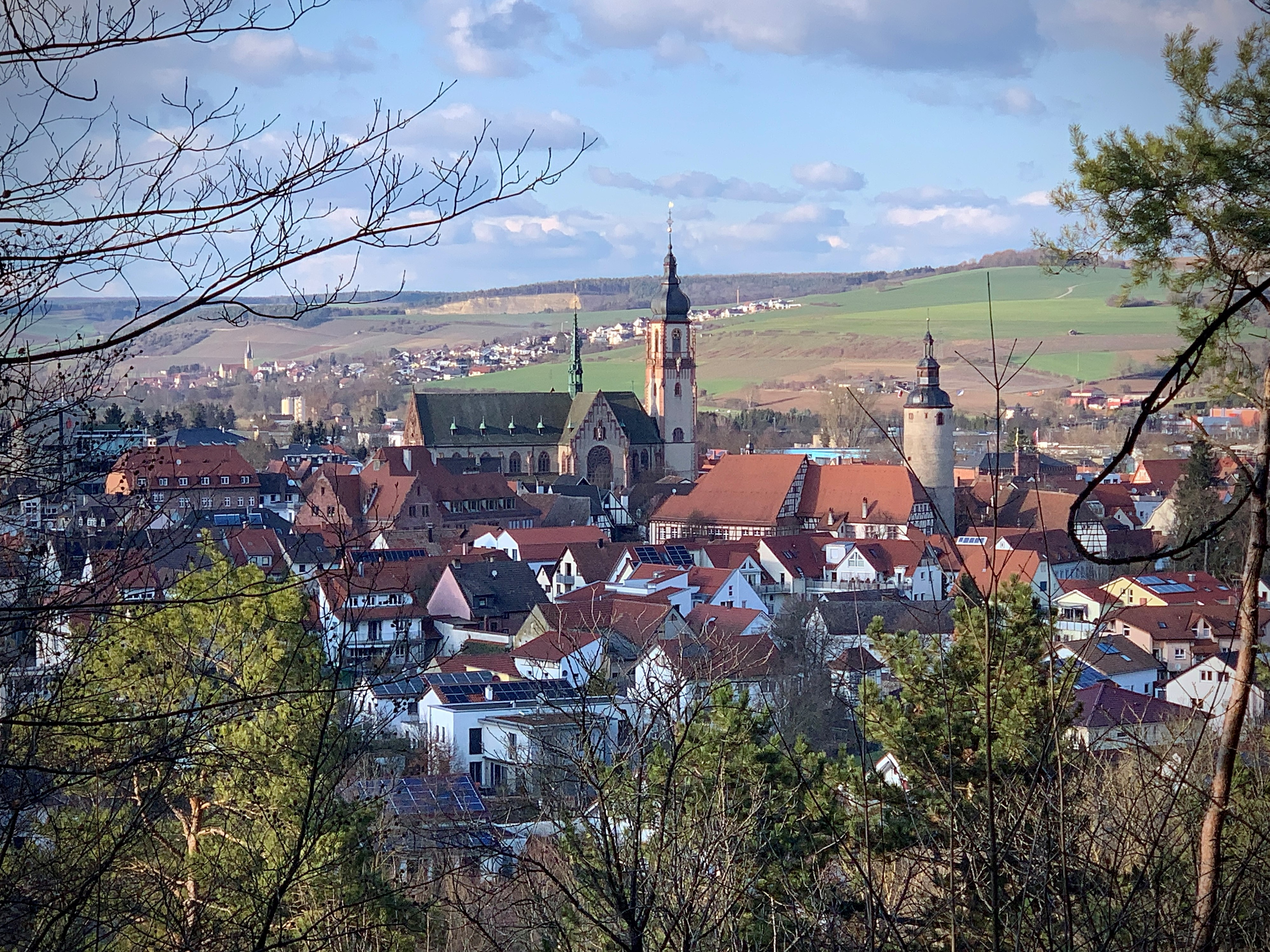
Blick auf die Tauberbischofsheimer Altstadt mit der Stadtkirche St. Martin und dem Kurmainzischen Schloss vom Höhberg aus

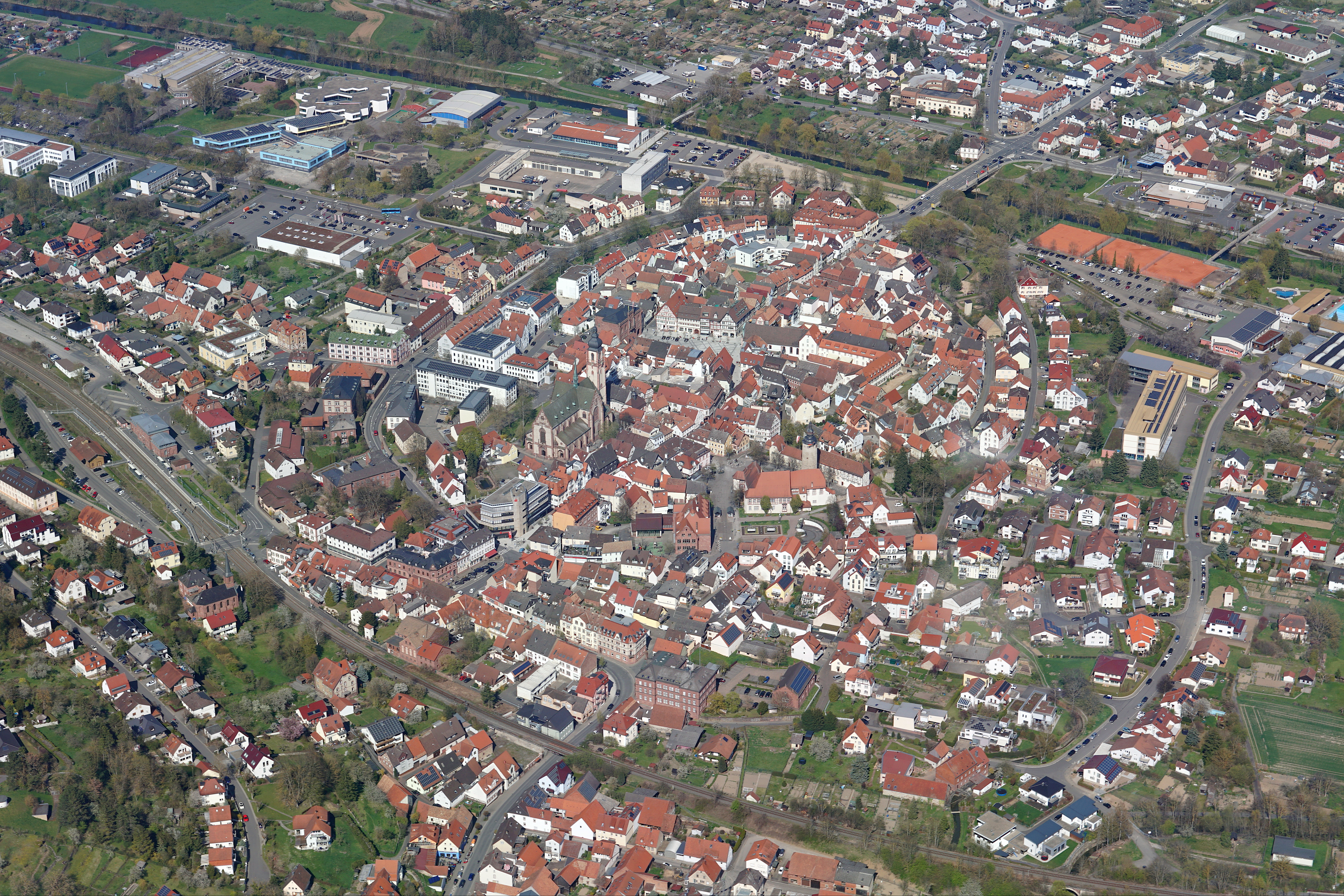
Das Zentrum der Kernstadt Tauberbischofsheim aus der Luft von Südwest nach Nordost

Tauberbischofsheim (ⓘ, umgangssprachlich Bischi, Bischeme, Büschi, Büscheme oder Tauber) ist die Kreisstadt des Main-Tauber-Kreises im fränkischen Nordosten Baden-Württembergs. Sie ist ein Mittelzentrum in der Region Heilbronn-Franken.

## Geographie

### Geographische Lage
Der Stadtkern Tauberbischofsheims liegt im baden-württembergischen Teil Frankens, in einem breiten, beständig nordnordwestlich laufenden Talabschnitt der unteren Tauber. Am Südrand der Stadt mündet von links der Brehmbach in den Fluss.
Die Stadtgemarkung erstreckt sich – zumindest auf einer Flussseite – fast 12 km entlang der Tauber und bis zu 7,5 km weit auf die linken und bis zu 4,5 km weit auf die rechten Randberge des Flusstals. Der höchste Punkt liegt an der Westgrenze zur Gemarkung von Külsheim an der Straße nach Eiersheim, dort wird eine Höhe von 372 m ü. NN erreicht, der niedrigste am Ausfluss der Tauber auf unter 168 m ü. NN.

### Geologie
Zwischen den Stadtteilen Distelhausen und Hochhausen umfasst das Tauberbischofsheimer Gemeindegebiet den breitesten Abschnitt des Naturraums Mittleres Taubertal. Am Gemeinderand werden im Osten die Großrinderfelder Hochfläche tangiert, im Westen die Muschelkalkhöhen mit der Gemarkung des Stadtteils Dienstadt und das Brehm- beziehungsweise Muckbachtal mit der Gemarkung des Stadtteils Dittwar. Die rechts der Tauber gelegenen Höhen, die überwiegend vom Mittleren Muschelkalk mit Lössauflagen gebildet sind, sowie die linken Tauberhöhen aus Oberem Muschelkalk, dienen jeweils überwiegend dem Ackerbau. Die für den Weinbau an den Tauberhängen genutzten Flächen liegen etwa im Kreisdurchschnitt. Die Gemeinde ist mit über einem Drittel Waldbedeckung nach den Spessart-Gemeinden Wertheim und Freudenberg die waldreichste des Main-Tauber-Kreises.

### Nachbargemeinden
| Külsheim             | Hochhausen      | Werbach Impfingen                         | Werbachhausen | Großrinderfeld |
|                      |                 |                                           |               | Paimar         |
| Dienstadt            | Grünsfeldhausen |                                           |               |                |
| Königheim Gissigheim | Grünsfeld       |                                           |               |                |
| Ahorn                | Dittwar         | Dittigheim Distelhausen Lauda-Königshofen | Gerlachsheim  | Kützbrunn      |

### Stadtgliederung

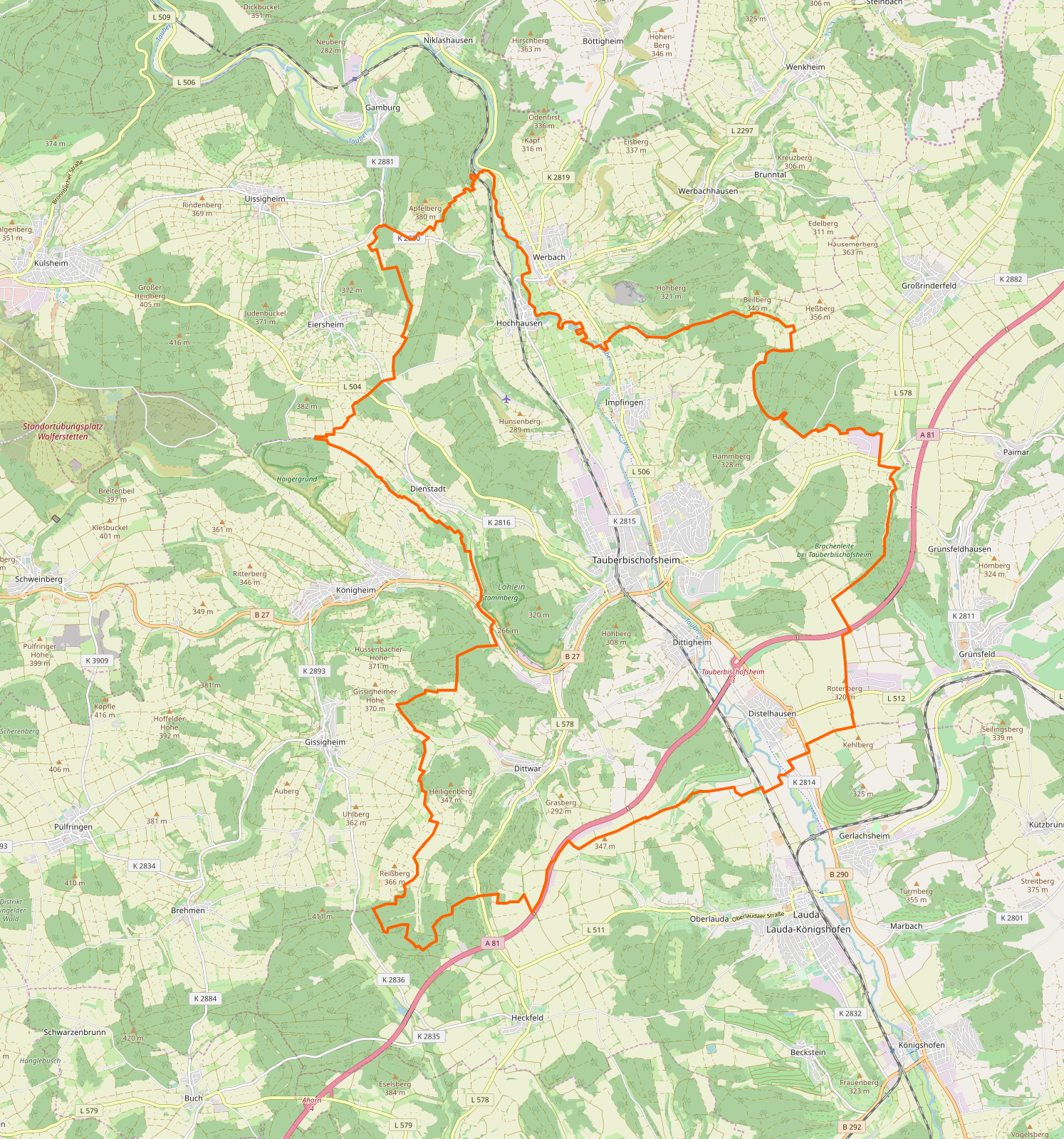
Gemarkung und Lage der Stadt Tauberbischofsheim

Zu Tauberbischofsheim gehören neben der Kernstadt Tauberbischofsheim noch sechs weitere Stadtteile (ehemalige Gemeinden mit ihren damaligen Ortsteilen):
- Tauberbischofsheim mit der Stadt Tauberbischofsheim (⊙),[5] den in der Kernstadt aufgegangenen Wohnplätzen Tauberbischofsheim über der Tauberbrücke (⊙)[6] und An der Königheimer Straße (⊙),[7] den Wohnplätzen Bahnhof Dittwar (⊙),[8] Ehemalige Kurmainz-Kaserne (auch Laurentiusberg genannt) (⊙)[9] und Industriepark A 81 (⊙).[10]
- Dienstadt mit dem Dorf Dienstadt (⊙).[11]
- Distelhausen mit dem Dorf Distelhausen (⊙)[12] und dem Wohnplatz Bahnstation Distelhausen (⊙).[13]
- Dittigheim mit dem Dorf Dittigheim (⊙)[14] und dem Weiler Hof Steinbach (⊙)[15] sowie der abgegangenen Ortschaft Losenhofen.[16]
- Dittwar mit Dorf Dittwar (⊙)[17] und den Wohnplätzen Lerchenrain (⊙)[18] und Siedlung Heidenkessel (⊙)[19] sowie der abgegangenen Ortschaft Willetzheim (auch Willenzheim[20] oder Wieletzheim genannt)[21] an der Gemarkungsgrenze Dittwar-Dittigheim.
- Hochhausen mit dem Dorf Hochhausen (⊙)[22] und der abgegangenen Ortschaft Rückertshöflein.[23]
- Impfingen mit dem Dorf Impfingen (⊙),[24] dem Wohnplatz Hohenstraße (⊙)[25] und der abgegangenen Siedlung Fahrental (früher auch Farental genannt) im Fahrentalsgraben an der Gemarkungsgrenze Impfingen-Tauberbischofsheim.[21]

Der Flurname Husenbach oder Hussenbach (auch Häuserbach genannt) an der Tauberbischofsheimer Gemarkungsgrenze zu Königheim deutet auf eine vermutlich abgegangene Siedlung hin.
Die Gemarkung der Stadtteile ist identisch mit den ehemaligen Gemeinden gleichen Namens. Die Stadtteile bilden Wohnbezirke im Sinne der baden-württembergischen Gemeindeordnung und mit Ausnahme von Tauberbischofsheim-Stadt Ortschaften mit eigenem Ortschaftsrat und Ortsvorsteher.

#### Dienstadt
Dienstadt hat 336 Einwohner und liegt westlich von Tauberbischofsheim im Rinderbachtal.
Urkundlich wurde Dienstadt erstmals im Jahr 1314 unter dem Namen Diestadt erwähnt. Bereits im Jahr 1341 wurde es umbenannt in Dienstadt.
Dienstadt hat bis heute seinen dörflichen Charakter beibehalten. Die vielen Bildstöcke und Wegkreuze sind charakteristisch für das Madonnenländchen. Es gibt eine dem heiligen Jakobus geweihte Dienstädter Dorfkirche sowie die kleine Muttergotteskapelle von 1782.
Eine funktionsfähige Grünkerndarre wird im Zweijahresrhythmus in Betrieb genommen, um nach altem Brauch Grünkern zu darren. Durch das Darren wird Dinkelgetreide zum Grünkern, eine Spezialität des Taubertals.
Ein alter Handelsweg führt von Tauberbischofsheim über Dienstadt, Külsheim und Miltenberg nach Frankfurt am Main. Er ist heute als Wanderweg ausgeschildert und zum Teil an den Taubertalradweg angeschlossen.

#### Distelhausen
Dorf Distelhausen
Distelhausen hat 942 Einwohner und liegt südlich von Tauberbischofsheim am Taubertalradweg.
In Distelhausen steht die unter Aufsicht von Balthasar Neumann 1731 erbaute Barockkirche St. Markus. Es gibt einige Fachwerkhäuser, das Zobelschloss, den Herrenhof des Weinhändlers Abendanz aus dem Jahre 1758 und das private Bauernhofmuseum der Familie Hollerbach.
Jenseits der Tauber steht die St.-Wolfgangs-Kapelle aus dem 15. Jahrhundert. Sie ist seit 1472 das Ziel des alljährlich am Pfingstmontag stattfindenden St.-Wolfgangs-Ritts. Bei diesem Kirchenfest mit langer Tradition treffen sich Gläubige aus nah und fern an der Distelhäuser Kirche. Der vom Pfarrer angeführte Reiterzug zieht zur St.-Wolfgangs-Kapelle auf der anderen Tauberseite. In einem Festgottesdienst wird der Heilige Wolfgang um Fürbitte gegen alle Krankheiten von Mensch und Vieh angerufen. Anschließend werden vor der Kirche Reiter, Kutschfahrer und Pferde gesegnet.
Bahnstation Distelhausen
Zu Distelhausen gehört neben dem Dorf Distelhausen auch der Wohnplatz Bahnstation Distelhausen.

#### Dittigheim
Dorf Dittigheim

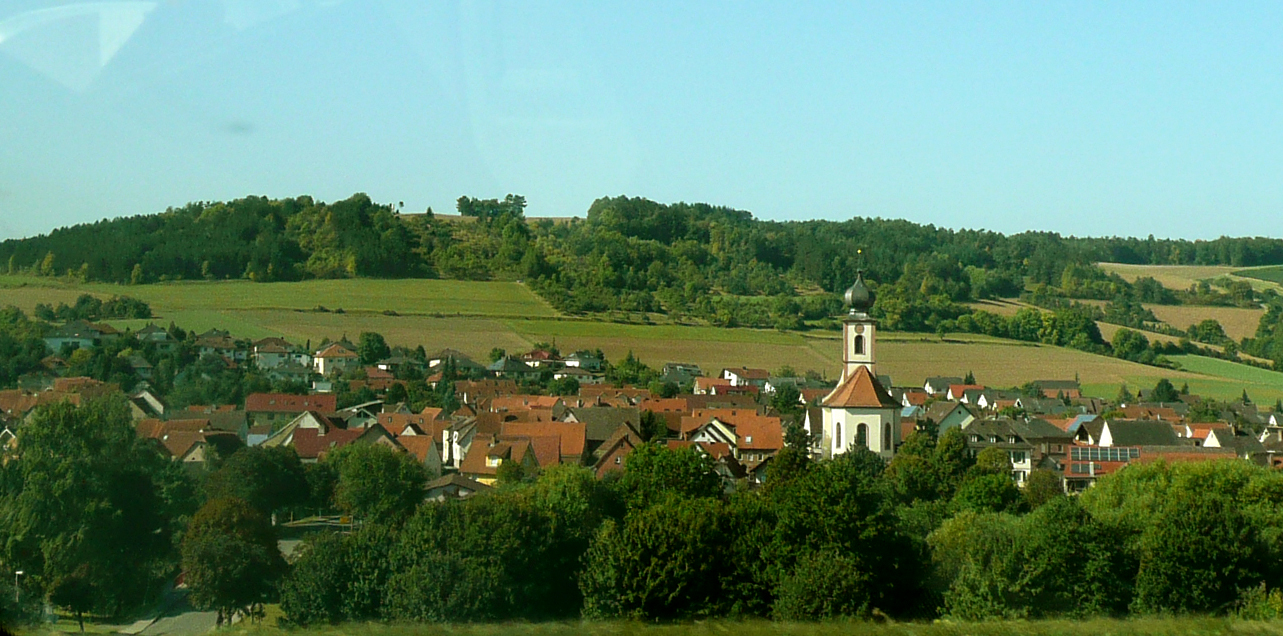
Dittigheim

Dittigheim hat 1002 Einwohner und liegt südlich von Tauberbischofsheim am Taubertalradweg.
Prähistorische Grabfunde aus der Jungsteinzeit belegen, dass der Ort bereits vor 4000 Jahren besiedelt war. Die erste Nennung geht auf das Jahr 772 zurück. Bereits seit der fränkischen Zeit lässt sich das Adelsgeschlecht der Ritter von Dittigheim nachweisen.
In Dittigheim stehen die Barockkirche St. Vitus, die 1748 von Balthasar Neumann erbaut wurde, sowie mehrere reich verzierte Bildstöcke.
Hof Steinbach
Zu Dittigheim gehört neben dem Dorf Dittigheim auch der Weiler Hof Steinbach. In der Kleinsiedlung steht die Kapelle Zur Schmerzhaften Muttergottes.

#### Dittwar
Dorf Dittwar
Dittwar hat 764 Einwohner und liegt südwestlich von Tauberbischofsheim im Muckbachtal. Bereits 1169 wurde es urkundlich erwähnt. 1968 wurde eine Dorfchronik von Manfred Maninger erstellt. 1979 begann eine Städtepartnerschaft mit der Gemeinde Vanault-les-Dames in Frankreich. Deren 30-jähriges Bestehen wurde 2009 bei einem gemeinsamen Austausch gefeiert.
Im Ort steht die 1753 erbaute Barockkirche St. Laurentius Dittwar mit mehreren barocken Portalen und reich verzierten Bildstöcken. Weitere Bildstöcke befinden sich auf der Gemarkung Dittwars. Seit 1670 ist eine Wallfahrt zum Kreuzhölzle nachgewiesen.
Siedlung Heidenkessel
Zu Dittwar gehört neben dem Dorf Dittwar auch der Wohnplatz Siedlung Heidenkessel.

#### Hochhausen
Hochhausen hat 712 Einwohner und liegt nördlich von Tauberbischofsheim am Taubertalradweg.
Erstmals erwähnt wurde Hochhausen um 780 im Codex Eberhardi, die erste schriftliche Urkunde über Hochhausen stammt aus dem Jahr 1149. Der Ortsadel ist von 1244 bis 1393 belegt. Wichtige Inhaber von Gütern und Rechten im Spätmittelalter waren neben Kurmainz die Grafen von Wertheim, die Freiherren von Rosenberg als Lehensträger und das Hochstift Würzburg bzw. die Freiherren von Echter.
Der Bau der Bahnstrecke Lauda–Wertheim in den Jahren 1865 bis 1867 trennte das Obstwiesen- und Weinberggelände vom eigentlichen Ortskern. Dieser ist bäuerlich geprägt und wird vom weithin sichtbaren Zwiebelturm der Pankratiuskirche beherrscht, der 1329 begonnen und 1795 im barocken Stil fertiggestellt wurde. Das Kirchenschiff wurde zuletzt im Jahre 1963/64 erneut gebaut. In Hochhausen stehen der Grünauer Hof und das von Leonhard Pfreundschig 1612 erbaute Gasthaus Zum Engel.
Die „weithin charmanteste unter den badischen Tauberbrücken“ (Sprotte) mit einer Nepomukfigur verbindet Hochhausen mit Werbach.

#### Impfingen
Impfingen hat 1044 Einwohner und liegt nördlich von Tauberbischofsheim. Mitte des 12. Jahrhunderts gehört Impfingen zum Teil den Grafen von Hohenlohe und zum anderen Teil den Grafen von Rieneck in Grünsfeld. Erstmals urkundlich erwähnt wurde Impfingen 1309. Es ist davon auszugehen, dass der Ort älter ist, da am südlichen Ortsrand ein fränkischer Reihengräberfriedhof entdeckt wurde. „Umphenkeyn“ (1320) ist die älteste Schreibweise von Impfingen. Weitere Schreibweisen sind: „Umpfigheim“ und „Umpfingheim“ (jeweils 1578), „Umpicheim“, „Umpfenkein“, „Umpfheikein“ oder „Ympffigkheim“.
Die Pfarrkirche St. Nikolaus enthält mittelalterliche Fresken und ein Bildstockrundwanderweg führt um den Ort.

#### Tauberbischofsheim
Zur Kernstadt Tauberbischofsheim gehören die Stadt Tauberbischofsheim, die in der Stadt aufgegangenen Wohnplätze Tauberbischofsheim über der Tauberbrücke und An der Königheimer Straße sowie die Wohnplätze Bahnhof Dittwar, ehemalige Kurmainz-Kaserne (Laurentiusberg) und Industriepark A 81.
Die Kernstadt Tauberbischofsheim hat ohne die weiteren Stadtteile 8401 Einwohner.

### Klima
Der Jahresniederschlag beträgt 580 mm. Der Niederschlag liegt auf der 17. Perzentile der Messstellen des Deutschen Wetterdienstes. Der trockenste Monat ist der Februar; am meisten regnet es im Juni. Im niederschlagreichsten Monat fällt ca. doppelt so viel Regen wie im trockensten Monat. Die jahreszeitlichen Niederschlagschwankungen liegen auf der 8. Perzentile innert Deutschlands. In Tauberbischofsheim herrscht im Jahresdurchschnitt eine Temperatur von 9,8 °C.
|                        | Jan  | Feb  | Mär | Apr | Mai  | Jun  | Jul  | Aug  | Sep  | Okt  | Nov | Dez  |   |      |
| Mittl. Temperatur (°C) | 0,1  | 1,5  | 5,4 | 9,8 | 13,9 | 17,3 | 18,9 | 18,3 | 15,3 | 10,4 | 5   | 1,8  | ⌀ | 9,8  |
| Mittl. Tagesmax. (°C)  | 2,7  | 4,8  | 9,9 | 15  | 19,5 | 22   | 24,4 | 23,8 | 20,7 | 14,8 | 7,9 | 4,2  | ⌀ | 14,2 |
| Mittl. Tagesmin. (°C)  | −2,4 | −1,7 | 1   | 4,6 | 8,3  | 11,8 | 13,4 | 12,9 | 10   | 6    | 2,1 | −0,6 | ⌀ | 5,5  |
|                        |      |      |     |     |      |      |      |      |      |      |     |      |   |      |
| Niederschlag (mm)      | 43   | 43   | 41  | 47  | 60   | 76   | 62   | 69   | 47   | 45   | 51  | 53   | Σ | 637  |
|                        |      |      |     |     |      |      |      |      |      |      |     |      |   |      |
| Regentage (d)          | 19   | 12   | 15  | 13  | 14   | 12   | 13   | 13   | 10   | 13   | 12  | 18   | Σ | 164  |

| −2,4 |

| −1,7 |

| 1 |

| 4,6 |

| 8,3 |

| 11,8 |

| 13,4 |

| 12,9 |

| 10 |

| 6 |

| 2,1 |

| −0,6 |

| −2,4 |

| −1,7 |

| 1 |

| 4,6 |

| 8,3 |

| 11,8 |

| 13,4 |

| 12,9 |

| 10 |

| 6 |

| 2,1 |

| −0,6 |

| N i e d e r s c h l a g | 43  | 43  | 41  | 47  | 60  | 76  | 62  | 69  | 47  | 45  | 51  | 53  |
|                         | Jan | Feb | Mär | Apr | Mai | Jun | Jul | Aug | Sep | Okt | Nov | Dez |

### Schutzgebiete
In Tauberbischofsheim gibt es ein Europäisches Vogelschutzgebiet, ein Landschaftsschutzgebiet, drei Naturschutzgebiete und zwei Waldschutzgebiete:
- Europäisches Vogelschutzgebiet Heiden und Wälder Tauberland (Schutzgebietskennung DE-6323-441): 1117 ha; seit 2007.[38]
- Landschaftsschutzgebiet Main-Tauber-Tal (Schutzgebiets-Nr. 1.28.001): 2988 ha; Gemarkungen Tauberbischofsheim und Werbach; seit 1953.[39]
- Naturschutzgebiet Brachenleite bei Tauberbischofsheim (Schutzgebiets-Nr. 1.279):[40] 64,4 ha; Gemarkung Tauberbischofsheim; seit 2014.[41]
- Naturschutzgebiet Hunsenberg (Schutzgebiets-Nr. 1.049):[42] 7,6 ha; Gemarkung Hochhausen; seit 1975.[43]
- Natur- und Waldschutzgebiet Stammberg (Schutzgebiets-Nr. 1.223):[44] 79,6 ha; Gemarkungen Tauberbischofsheim und Dienstadt; seit 1942 (eines der ältesten Naturschutzgebiete des Landes Baden-Württemberg) zunächst 31,1 ha; 1970 wurden 23 ha des Stammbergs als Bannwald ausgewiesen (Schutzgebiets-Nr. 100019);[45] 1997 wurde das Schutzgebiet erweitert.[46]
- Waldschutzgebiet Löhlein (Schutzgebiets-Nr. 200117): 14,2 ha; Gemarkung Tauberbischofsheim; seit 1984.[47]

Naturschutzgebiete in Tauberbischofsheim
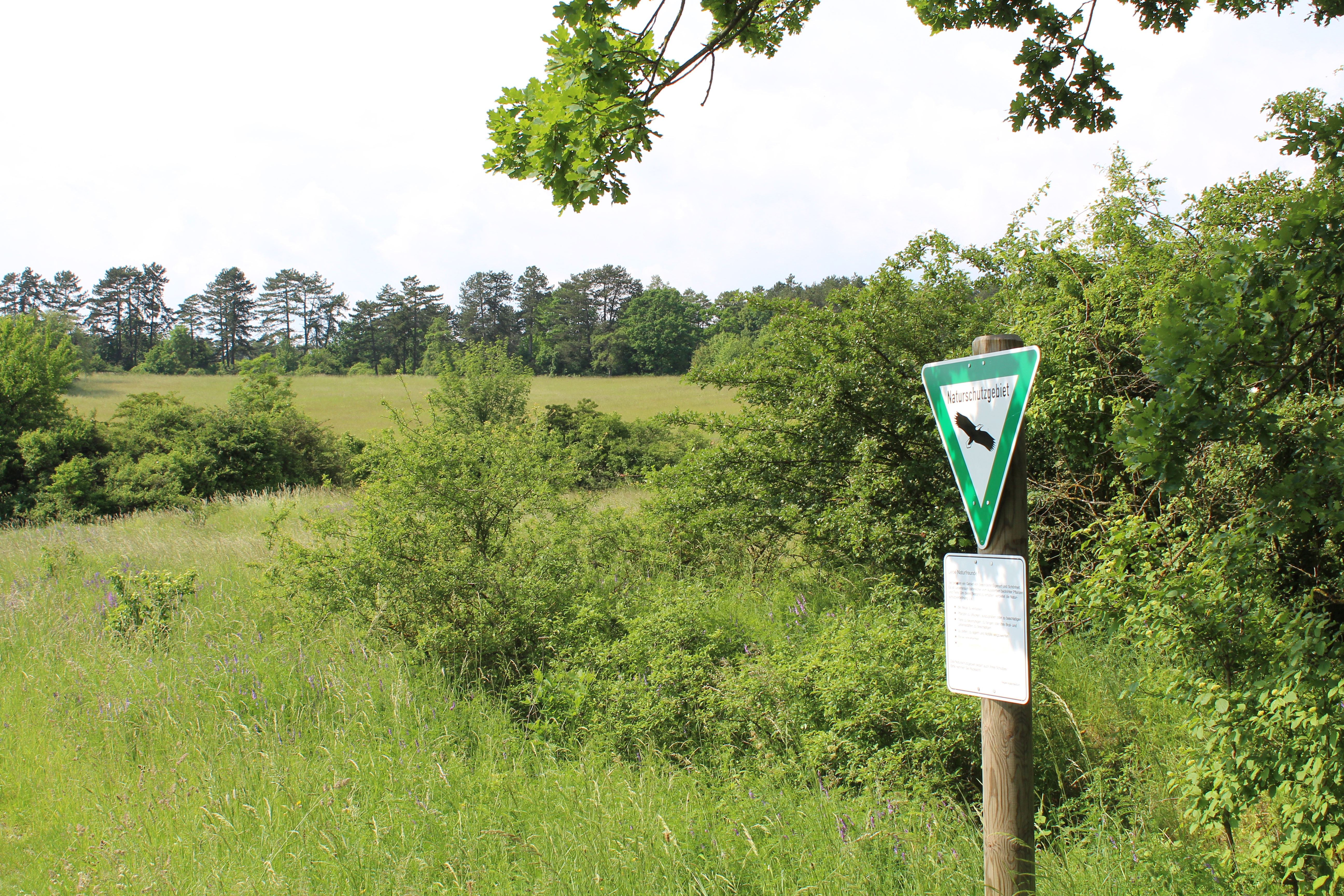
Brachenleite bei Tauberbischofsheim
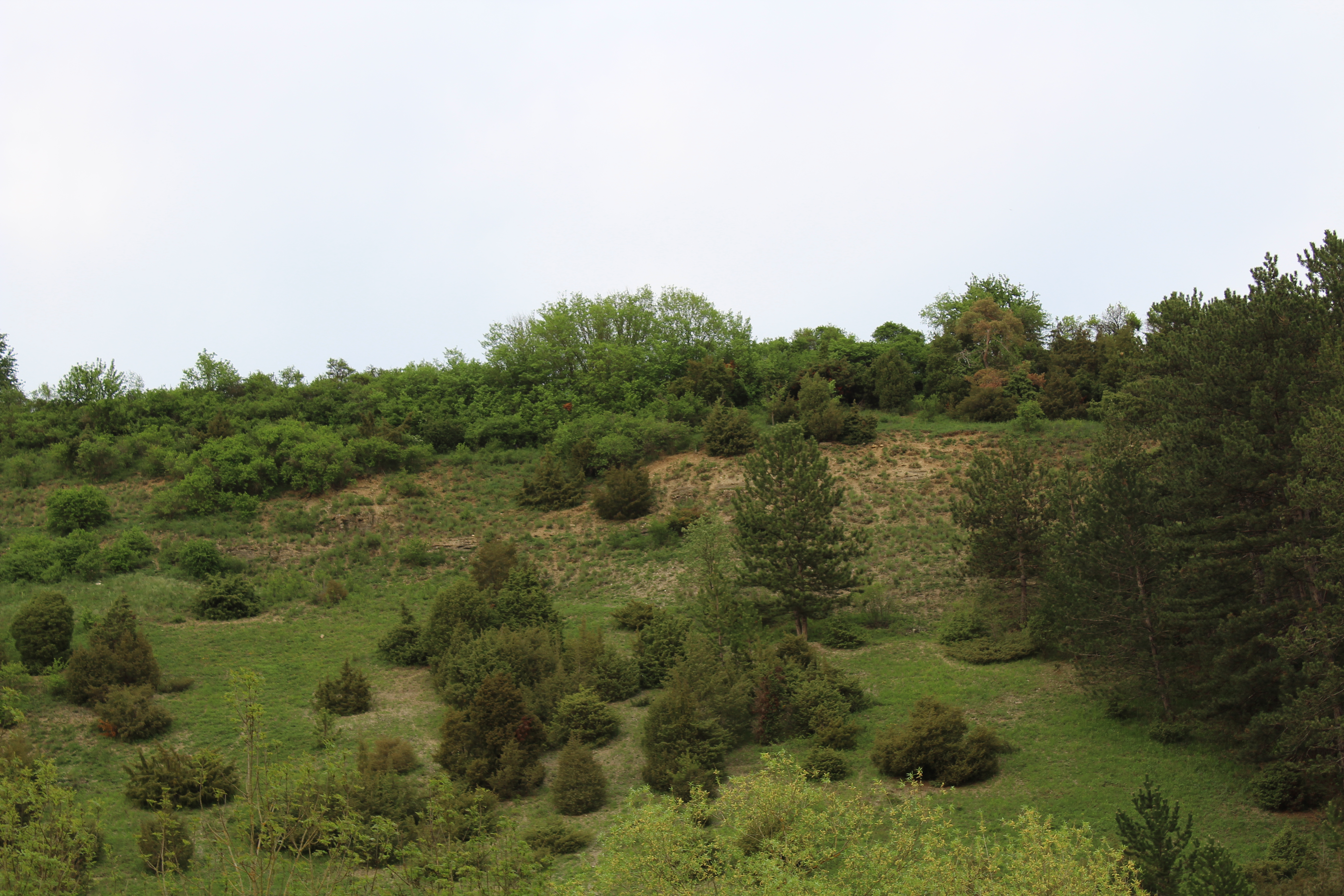
Hunsenberg
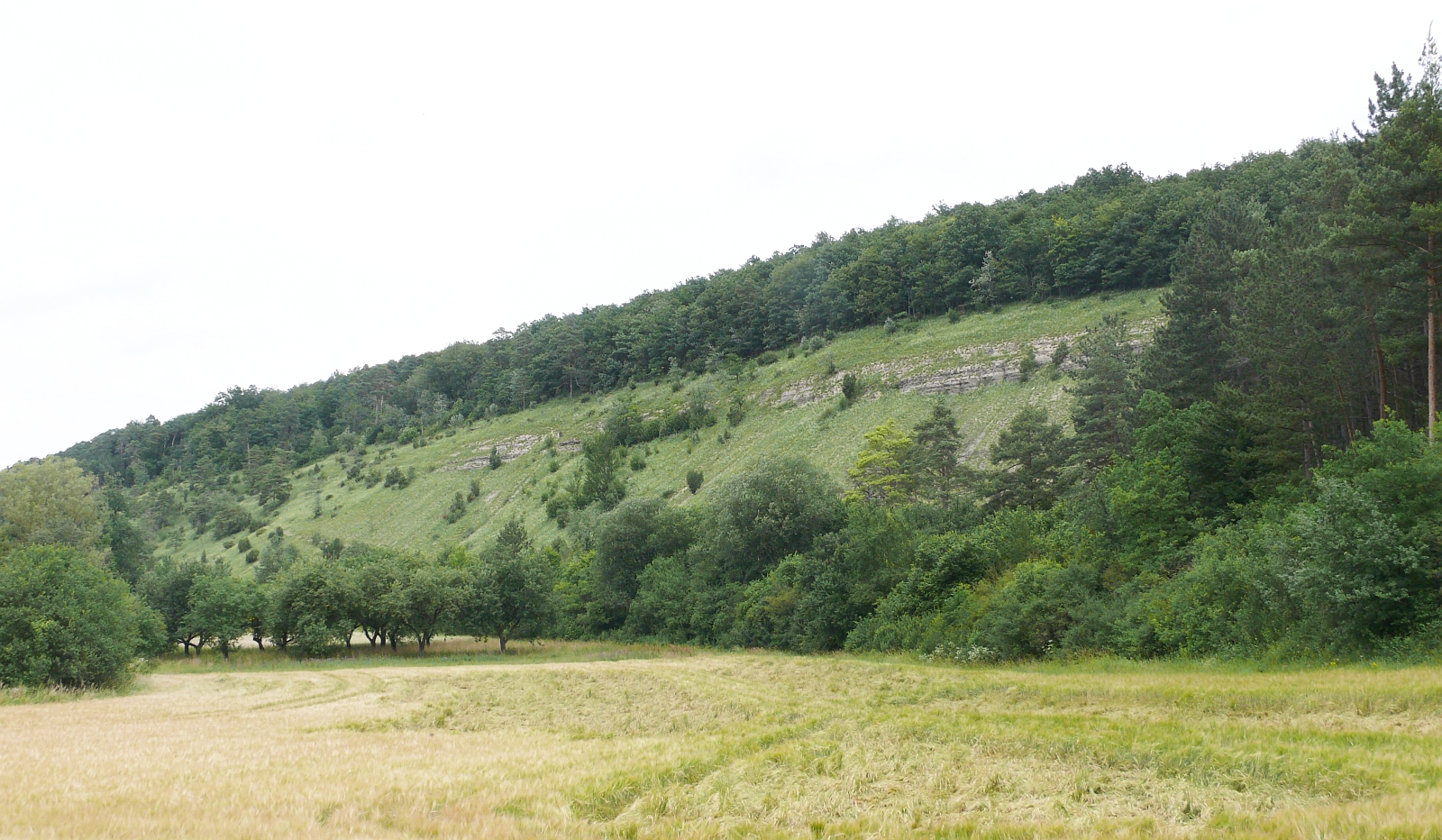
Stammberg

Die FFH-Gebiete Nordöstliches Tauberland und Nordwestliches Tauberland und Brehmbach liegen teilweise auf der Gemarkung von Tauberbischofsheim. Daneben gibt es auf dem Gebiet der Stadt Tauberbischofsheim insgesamt 16 als Naturdenkmal geschützte Objekte.
Daneben liegen noch die Wasserschutzgebiete Dittigheim (WSG-Nr. 128132) und Impfingen (WSG-Nr. 128213) sowie ein Teil des Wasserschutzgebiets Dittwar/Königheim/Gissigheim/Heckfeld/Oberlauda (WSG-Nr. 128208) beim Stadtteil Dittwar in der Gemarkung der Stadt Tauberbischofsheim.

### Geologie
Tauberbischofsheim ist naturräumlich dem Tauberland zuzurechnen. Dabei handelt es sich um einen Naturraum der Neckar- und Tauber-Gäuplatten im südwestdeutschen Schichtstufenland. Die Landschaft wird durch die Tauber und deren Zuflüsse geprägt, welche die Hochflächen rund um Tauberbischofsheim stark zertalen. Die Muschelkalkböden sind teilweise von Löss überdeckt und weisen gute Bedingungen für den Ackerbau auf. Aufgrund der hohen Sonnenscheindauer eignen sich die Tauberbischofsheimer Hänge für Obst- und Weinbau.

### Flächenaufteilung
Nach Daten des Statistischen Landesamtes, Stand 2014.

## Geschichte

### Frühzeit
Prähistorische Funde, die im Tauberfränkischen Landschaftsmuseum im Kurmainzischen Schloss Tauberbischofsheim ausgestellt sind, deuten darauf hin, dass das heutige Tauberbischofsheimer Stadtgebiet bereits etwa 3000 v. Chr. und davor besiedelt war.

### Gründung im Frühmittelalter
Die Stadt wurde nach bislang allgemein akzeptierter Auffassung mit dem im Jahre 836 in Kapitel 11 der Lebensbeschreibung der Heiligen Lioba des Fuldaer Mönchs Rudolf genannten „Biscofesheim“ identifiziert, wodurch die Stelle als Ersterwähnung galt. Diese Identifikation wurde jedoch neuerdings bestritten, womit auch die darauf aufbauenden Annahmen einer bonifatianischen Gründung und der Rolle eines frühen Bildungszentrums hinfällig wären. Der auf unsicherer Quellenlage beruhenden Tradition zufolge soll jedenfalls bereits 735 vom heiligen Bonifatius mit dem Benediktinerinnenkloster Tauberbischofsheim (auch als Lioba-Kloster bekannt) eines der ersten deutschen Frauenklöster in Bischofsheim gegründet worden und seine Verwandte, die Heilige Lioba, als Äbtissin eingesetzt worden sein. Unter Liobas tatkräftiger Leitung habe sich das Tauberbischofsheimer Frauenkloster zu einem bedeutenden Bildungs- und Kulturzentrum für das gesamte untere Maintal entwickelt. Mit dem Benediktinerinnenkloster sei die Stadt Tauberbischofsheim unter Lioba bereits im 8. Jahrhundert ein Schulstandort gewesen.

### Markt- und Stadtrechte im Hochmittelalter

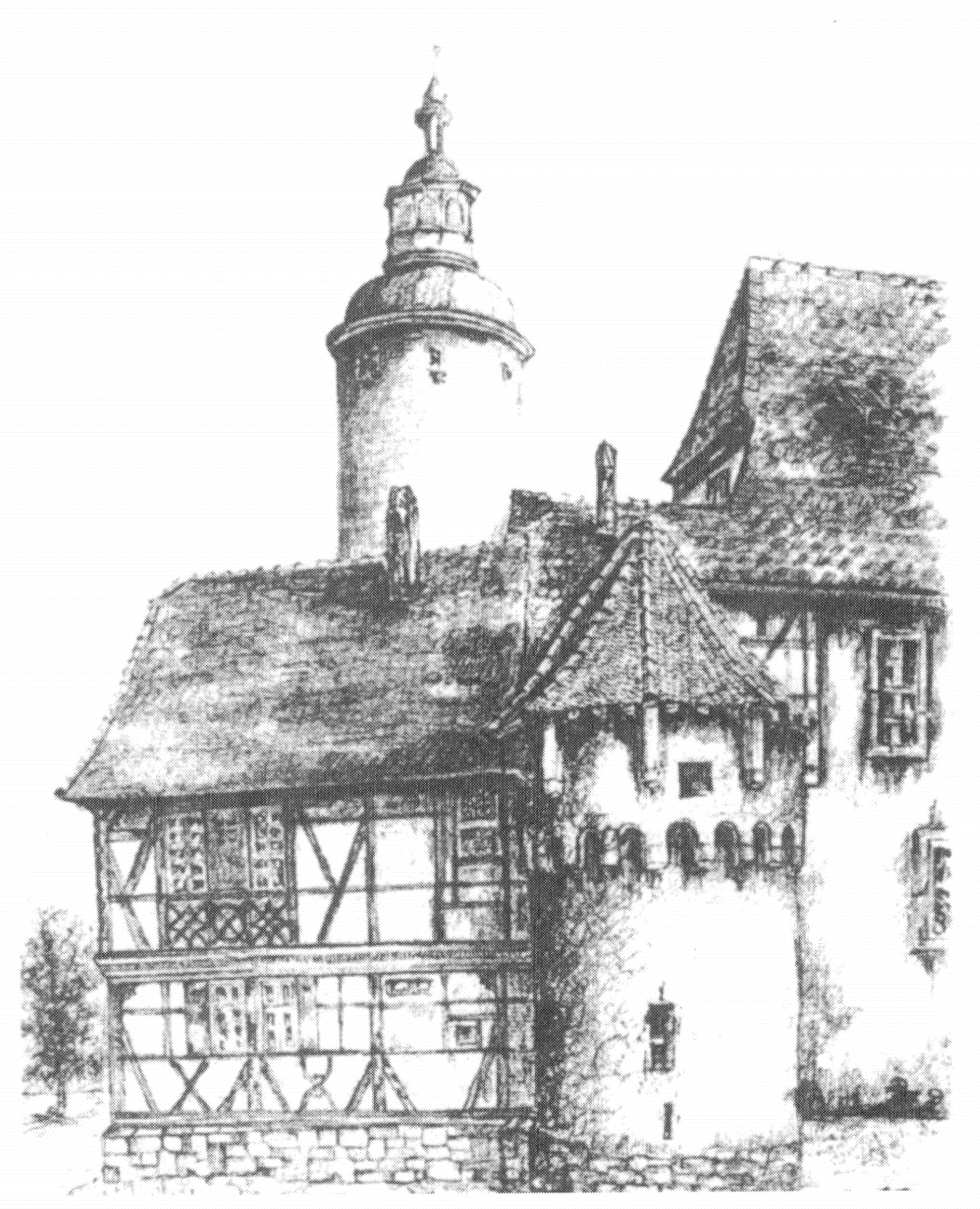
Eine Zeichnung des kurmainzischen Schlosses

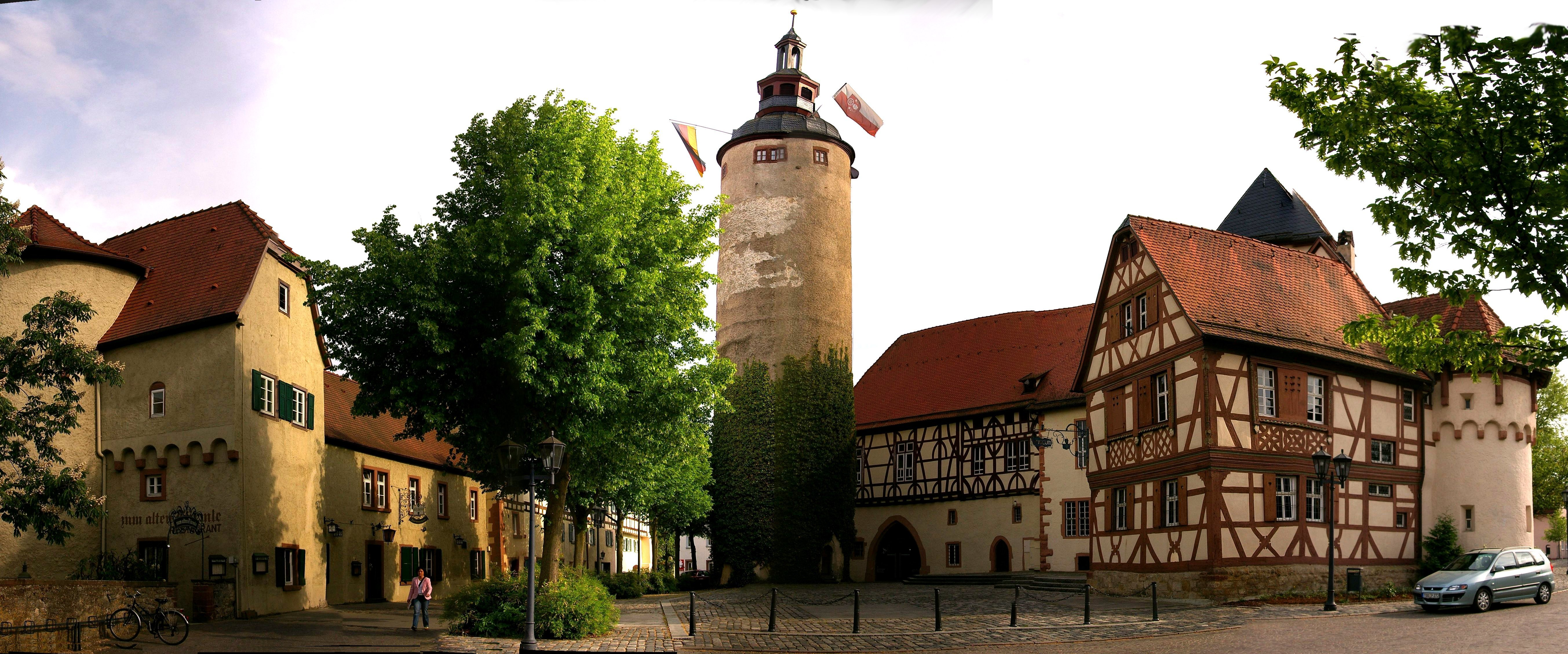
Türmersturm (1280) am kurmainzischen Schloss

Das Marktrecht erhielt Bischofsheim vermutlich schon 1147 bei einem Besuch durch Konrad III., spätestens jedoch 1165 durch Friedrich Barbarossa bei seinem Besuch der Stadt. 1180 wurde die Peterskapelle erbaut, das älteste Bauwerk der Stadt.
Die Vergabe der Stadtrechte an Bischofsheim, das Kurmainz 1237 von Kaiser Friedrich II. als Lehen gegeben wurde und dort bis 1803 blieb, wird am Ende des Hochmittelalters auf etwa 1240 datiert, da im Mainzer Einkünfteverzeichnis von 1248 die Stadt als „civitas“ bezeichnet ist. Um 1275 wurde mit dem Bau einer Stadtbefestigung, von der heute noch Überreste am Hungerturm zu sehen sind, sowie einem Stadtschloss begonnen. Das kurmainzische Schloss war der Wohn- oder Verwaltungssitz des Stadtherren.

### Neunstädtebund im Spätmittelalter
1318 wird der Markt Bischofsheim urkundlich erwähnt. Von 1346 bis 1527 bildete Tauberbischofsheim gemeinsam mit Amorbach, Aschaffenburg, Buchen, Dieburg, Külsheim, Miltenberg, Seligenstadt und Walldürn den kurmainzischen Neunstädtebund. Dieser wurde 1346 durch den Mainzer Erzbischof Heinrich III. anerkannt. 1354 wurde das Hospital Bischofsheim erstmals urkundlich erwähnt.

### 16. Jahrhundert
1527 wurde der Neunstädtebund von der Landesherrschaft unter Albrecht von Mainz nach der Beteiligung am Bauernkrieg (1525 bis 1527) wieder aufgelöst. Tauberbischofsheim verlor so auch seine Selbstverwaltung. Später wurde die Stadt Sitz eines Amtes im kurmainzischen Herrschaftsbereich. In den Jahren 1552 und 1553 kam es zum Verlust eines großen Teils der Bischofsheimer Urkunden durch Kriegszüge des Markgrafen Albrecht Alkibiades von Brandenburg-Kulmbach.

### 17. Jahrhundert
1629 ließen sich Franziskanerbrüder in Bischofsheim nieder. 1631 kam es im Dreißigjährigen Krieg zu einem Durchmarsch der kaiserlichen Truppen unter General Tilly. Am 3. November 1631 war Tilly in Bischofsheim. Zwischen 1631 und 1635 war Bischofsheim unter schwedischer Besatzung. Von 1656 bis 1657 kam es zum Bau der St.-Lioba-Kirche als Klosterkirche durch die Franziskaner. 1658 war eine Apotheke (Amtsapotheke) in Bischofsheim erstmals nachweisbar. 1688 kam es zur Gründung einer Lateinschule durch die Franziskaner, der Vorläuferin des Matthias-Grünewald-Gymnasiums Tauberbischofsheim.

### 18. Jahrhundert
1702 gab es einen erfolglosen Versuch der Franziskaner, das Kloster zu erweitern, da die kurfürstlichen Beamten einen Bauplatz für einen Neubau vor den Toren der Stadt ablehnten. Erst von 1719 bis 1722 kam es zu einem Neubau des Franziskanerklosters Tauberbischofsheim.

### 19. Jahrhundert
Bis ins 19. Jahrhundert war der Name der Stadt „Bischofsheim“. Zur besseren Unterscheidung von den Städten (Neckar-) Bischofsheim und Bischofsheim am hohen Steg bürgerte sich jedoch um 1850 der heutige Name „Tauberbischofsheim“ endgültig ein.
1803 fiel Tauberbischofsheim im Rahmen der Säkularisation aufgrund des Reichsdeputationshauptschlusses nach mehr als 560-jähriger Zugehörigkeit zu Kurmainz an das Fürstentum Leiningen und blieb Amtssitz. Als das Fürstentum durch die Rheinbundakte nur drei Jahre später aufgelöst wurde, kam die Stadt 1806 zum Großherzogtum Baden, in dem das Bezirksamt Tauberbischofsheim gebildet wurde. 1823 wurde das etwa 100 Jahre zuvor errichtete Franziskanerkloster wieder aufgehoben (heutiger Klosterhof). Von 1865 bis 1867 kam es zum Bau des neuen Rathauses. 1866 besiegte Preußen unter Edwin von Manteuffel und August Karl von Goeben im Mainfeldzug während einiger Gefechte bei Tauberbischofsheim die württembergischen Truppen, die an der Seite des Deutschen Bundes kämpften. Ein Denkmal an der Albert-Schweitzer-Straße erinnert an die Gefallenen.
Mit der Eröffnung der Bahnstrecke von Lauda nach Hochhausen erhielt Tauberbischofsheim 1867 Anschluss an die Eisenbahn. Bereits 1868 wurde die Strecke bis Wertheim erweitert. Von 1890 bis 1891 kam es zum Bau des „Erzbischöflichen Knaben-Konvikts“ am Fuße des Steinbergs (heutiger Stammberg). In den Jahren 1894 und 1895 wurde die evangelische Christuskirche errichtet. 1896 kam es zum Bau der Tauberbischofsheimer Wasserleitung.

### 20. Jahrhundert

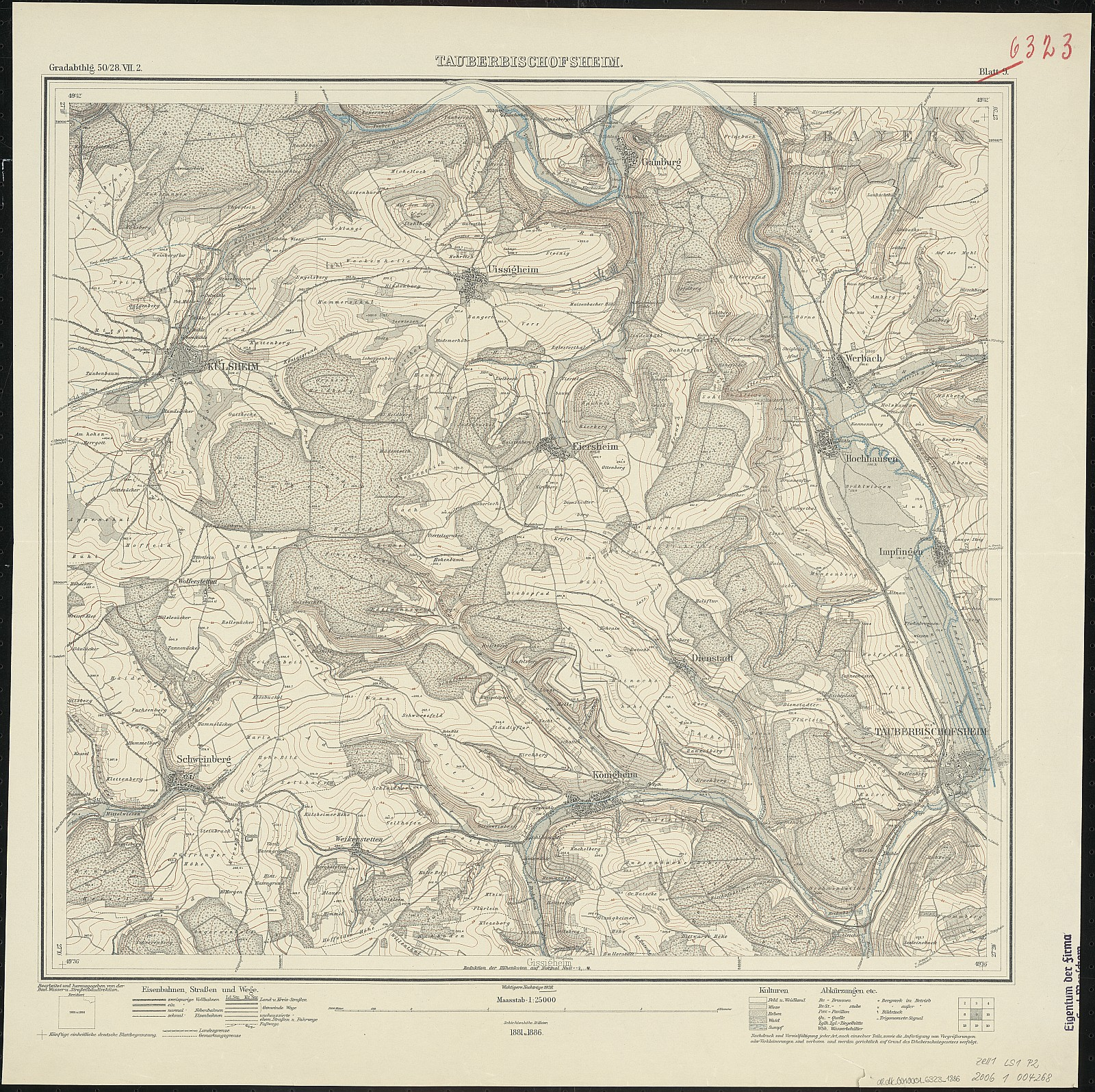
Messtischblatt Nr. 6323 „Tauberbischofsheim“ von 1928

#### Erste Entwicklungen
Seit 1900 gab es in Tauberbischofsheim elektrisches Licht. 1935 fand die erste „Martinimesse“ statt. 1951 konnte mit dem Frankenbad ein städtisches Freibad eröffnet werden.

#### Zeit des Nationalsozialismus
Unter der NS-Gewaltherrschaft hatten die jüdischen Familien der Stadt unter einem besonderen örtlichen Pogrom zu leiden. Nach dem Überfall auf Polen wurden die noch im Ort verbliebenen Juden am 3. September 1939 von SA-Männern zusammengetrieben und mit einem Plakat um den Hals mit der Aufschrift „Wir sind die Kriegshetzer“ bis zur Tauberbischofsheimer Synagoge gejagt, wo sie gedemütigt wurden, indem sie niederknien und den Erdboden küssen mussten. Anschließend wurden sie gezwungen, sich in den dort vorbeifließenden Bach zu stürzen. Die 15 jüdischen Familien wurden wochenlang im Gemeindehaus eingesperrt. Seit 1981 erinnert im Foyer des Rathauses, Marktplatz 8, eine Gedenktafel an die 35 jüdischen Mitbürger, die in der Shoa ermordet wurden. Nach dem Zweiten Weltkrieg wurde Tauberbischofsheim 1945 durch amerikanische Truppen besetzt.

#### Entwicklung der Kreisstadt

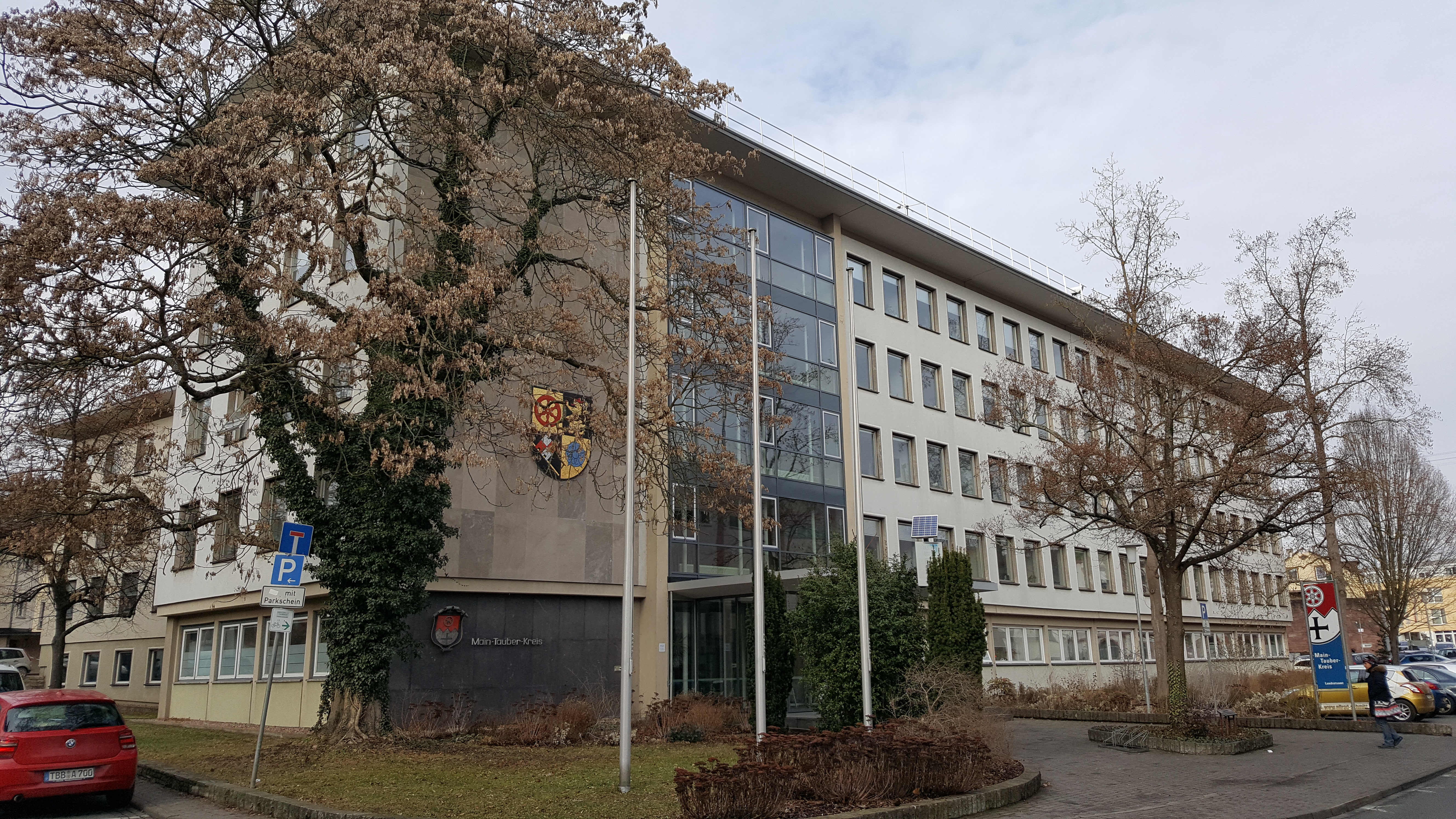
Verwaltungssitz des Main-Tauber-Kreises in der Gartenstraße 1 in Tauberbischofsheim

Ab 1952 gehörte der Landkreis Tauberbischofsheim, der bereits 1938 durch die badische Kreisreform geschaffen wurde, zum neuen Land Baden-Württemberg. 1955 wurde das 1200-jährige Jubiläum von Tauberbischofsheim gefeiert. Ab 1960 gab es mit der Kurmainz-Kaserne einen Bundeswehrstandort. 1972 erhielt Tauberbischofsheim einen Autobahn-Anschluss an die A 81. Am 1. Januar 1973 ging der ehemalige badische Landkreis Tauberbischofsheim mit dem ehemaligen württembergischen Landkreis Mergentheim im Zuge der baden-württembergischen Kreisreform im heutigen Main-Tauber-Kreis auf. Von 1971 bis 1975 wurden die bis dahin selbstständigen Gemeinden Dienstadt, Dittigheim, Dittwar, Distelhausen, Hochhausen und Impfingen eingemeindet. Ab 1983 wurde die Stadtverwaltung im Klosterhof untergebracht, nachdem dieser saniert und umgebaut wurde.
Von 1954 bis 1955 wurde die städtische Festhalle erbaut. Von 1957 bis 1964 wurde ein Neubau für das Matthias-Grünewald-Gymnasium errichtet, von 1959 bis 1961 die Bundeswehr-Kaserne auf dem Laurentiusberg. 1960 wurde Tauberbischofsheim zur Garnisonsstadt. 1961 begann eine Städtepartnerschaft mit Duderstadt im Eichsfeld in Niedersachsen. 1961 wurde der Stadt das Recht verliehen, eine Flagge in den Farben Weiß-Rot und ein Wappen (silberner Topfhelm mit Helmbändern, darüber ein silbernes, siebenspeichiges Rad auf rotem Grund) zu führen. Ab 1966 begann eine Städtepartnerschaft mit Vitry-le-François im Département Marne in Frankreich. 1970 wurde das „Tauberfränkische Landschaftsmuseum“ im Kurmainzischen Schloss eröffnet.
Im Jahre 1983 wurde erstmals der Tauberbischofsheimer Weihnachtsmarkt auf dem Marktplatz veranstaltet. Seit 1995 findet der Weihnachtsmarkt auf dem Schlossplatz und im Schlosskeller beim Kurmainzischen Schloss statt.
1988 konnten 300 Jahre Matthias-Grünewald-Gymnasium Tauberbischofsheim gefeiert werden. Im selben Jahr erfolgte eine Erfassung aller Bildstöcke in den Ortsteilen von Tauberbischofsheim durch das Landesdenkmalamt Baden-Württemberg. Von 1988 bis 1990 wurde mit der Tauberbrücke (Nordbrücke) eine weitere Überquerung der Tauber geschaffen. 1998 wurde die Feuerwache neu errichtet. 1999 feierte man 25 Jahre Altstadtfest Tauberbischofsheim.

#### Ruf als Fechterstadt
1954 kam es auf Initiative von Emil Beck – der durch Fechtszenen aus dem Kinofilm Die drei Musketiere inspiriert wurde – zur Gründungsversammlung einer Fechtabteilung im TSV 1863 Tauberbischofsheim. 1967 wurde stattdessen ein eigener Fecht-Club Tauberbischofsheim gegründet, der den Ruf Tauberbischofsheims als „Fechterstadt“ und „Medaillenschmiede“ ab den 1970er Jahren prägte. Beim Fecht-Club Tauberbischofsheim wurde 1986 der Olympiastützpunkt Tauberbischofsheim gegründet. 1988 errangen die Tauberbischofsheimer Fechter bei den Olympischen Spielen in Seoul mit 6 Medaillen ihren größten Erfolg.

### 21. Jahrhundert
Im neuen Jahrtausend wurde 2005 das 1250-jährige Jubiläum der Stadt Tauberbischofsheim gefeiert. Die heilige Lioba von Tauberbischofsheim wurde während eines Festaktes des Stadtjubiläums förmlich zur Schirmherrin der Stadt erhoben. Die Ernennungsurkunde unterzeichnete der Freiburger Erzbischof Robert Zollitsch im Rathaussaal. Am 10. November 2013 wurde der ehemalige Athlet des Fecht-Clubs Tauberbischofsheim und Tauberbischofsheimer Ehrenbürger Thomas Bach in Buenos Aires zum IOC-Präsidenten gewählt. Im Juli 2017 verlor das Fechtzentrum Tauberbischofsheim nach 31 Jahren seinen Status als Olympiastützpunkt für den Fechtsport und wird ab Januar 2018 als Bundesstützpunkt Tauberbischofsheim unter der Trägerschaft des Landessportverbands Baden-Württemberg weitergeführt.

### Eingemeindungen
Sechs Gemeinden wurden anlässlich der Gebietsreform in Baden-Württemberg in den 1970er Jahren in die Stadt Tauberbischofsheim eingemeindet:
- 1. Juli 1971: Hochhausen, Impfingen[69]
- 1. Januar 1972: Dienstadt[69]
- 1. Januar 1975: Distelhausen, Dittigheim und Dittwar[70]

### Einwohnerentwicklung

Einwohnerentwicklung von Tauberbischofsheim von 1900 bis 2018 nach nebenstehender eingeklappter Tabelle

| Jahr | Gesamtzahl | Sonstiges                                                                                             |
| --- | ---------- | --- |
| 1900 | 03.430     | Volkszählung im Deutschen Reich am 1. Dez. 1900                                                       |
| 1910 | 03.606     | Volkszählung im Deutschen Reich am 1. Dezember 1910                                                   |
| 1925 | 03.672     | Volks-, Berufs- und Betriebszählung vom 16. Juni 1925                                                 |
| 1933 | 03.799     | Volks-, Berufs- und Betriebszählung vom 16. Juni 1933                                                 |
| 1939 | 03.609     | Volks-, Berufs- und Betriebszählung vom 17. Mai 1939                                                  |
| 1950 | 05.824     | Ergebnis der Volkszählung 1950                                                                        |
| 1961 | 10.813     | Volks-, Berufs- und Arbeitsstättenzählungen in Westdeutschland vom 6. Juni 1961 (Gemeindeverzeichnis) |
| 1970 | 11.982     | Volks-, Berufs- und Arbeitsstättenzählungen in Westdeutschland vom 27. Mai 1970 (Gemeindeverzeichnis) |
| 1995 | 12.637     | |
| 2000 | 13.266     | |
| 2005 | 13.334     | |
| 2010 | 13.101     | |
| 2011 | 12.813     | |
| 2015 | 13.201     | |
| 2018 | 13.391     | |
| Quellen: Statistisches Landesamt Baden-Württemberg, Gemeindeverzeichnis und Angaben der Stadt Tauberbischofsheim |            | |

## Dialekt
Der Tauberbischofsheimer Dialekt, der nur in einem sehr kleinen Gebiet gesprochen wird, gehört der taubergründischen Mundart an. Diese wird dem Ostfränkischen Sprachraum zugerechnet.

## Religionen

### Christentum

#### Katholische Kirche
Im 7./8. Jahrhundert kam das Christentum in die main- und tauberfränkischen Gebiete des heutigen Erzbistums Freiburg. Insbesondere der heilige Kilian und der heilige Bonifatius waren es, die mit ihren Helfern den Boden für die frühen Kirchen in Tauberfranken bereiteten. Durch die heilige Lioba von Tauberbischofsheim gewann das Tauberbischofsheimer Benediktinerinnenkloster in dieser Zeit eine große Anziehungskraft, als Lioba es ab etwa 735 als Äbtissin leitete.
1827 kam die römisch-katholische Pfarrei Tauberbischofsheim nach rund tausendjähriger Zugehörigkeit zum Erzbistum Mainz zum neugegründeten Erzbistum Freiburg. Zwischen 1910 und 1914 wurde die katholische Stadtkirche St. Martin neu errichtet. In den 1960er Jahren kam die Pfarrkirche St. Bonifatius hinzu.
Das Dekanat Tauberbischofsheim ist seit der Dekanatsreform ab dem 1. Januar 2008 eines von 26 Dekanaten in der römisch-katholischen Diözese Freiburg. Der Dekanatssitz befindet sich in Tauberbischofsheim.
Zur römisch-katholischen Seelsorgeeinheit Tauberbischofsheim, die dem Dekanat Tauberbischofsheim zugeordnet ist, gehören die Pfarreien St. Martin (Tauberbischofsheim) mit der Filiale St. Jakobus (Dienstadt), St. Bonifatius (Tauberbischofsheim), St. Markus (Distelhausen), St. Vitus (Dittigheim), St. Laurentius (Dittwar), St. Pankratius (Hochhausen) und St. Nikolaus (Impfingen).
Die katholischen Kirchen der Gemeinde gehören zur Seelsorgeeinheit Königheim im Dekanat Tauberbischofsheim des Erzbistums Freiburg.

#### Evangelische Kirche
Die evangelische Kirchengemeinde Tauberbischofsheim ist mit etwa 2700 Gemeindemitgliedern (Stand: Februar 2016) die größte evangelische Kirchengemeinde im Kirchenbezirk Wertheim. Neben der Christuskirche besteht ein evangelisches Gemeindezentrum und ein Pfarrsaal.

### Judentum

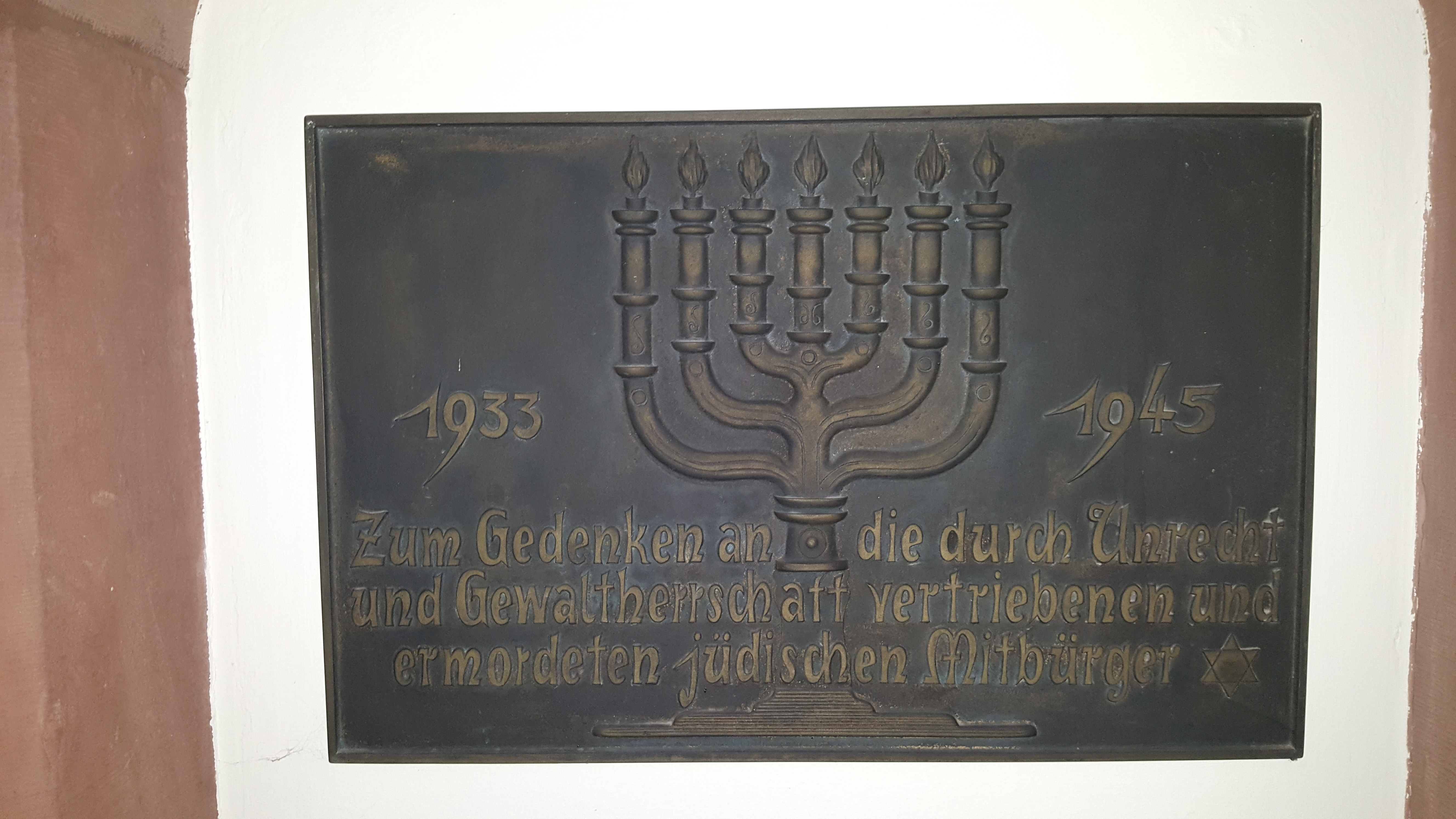
Tafel im Tauberbischofsheimer Rathaus: „Zum Gedenken an die durch Unrecht und Gewaltherrschaft vertriebenen und ermordeten jüdischen Mitbürger“ der Stadt von 1933 bis 1945

Die jüdische Gemeinde Tauberbischofsheim bestand vom Mittelalter bis 1939, wobei zwischen dem 13. und 20. Jahrhundert mit vermutlich nur wenigen Unterbrechungen Juden in der Stadt waren. Zu Judenverfolgungen im Mittelalter, welche die jüdische Gemeinde Tauberbischofsheim jeweils fast völlig auslöschten, kam es 1235, 1298, 1336–1339 und 1348/49. Ab dem 17. Jahrhundert stieg die Zahl der Juden in Tauberbischofsheim wieder stärker an.
Die jüdische Gemeinde Tauberbischofsheim besaß eine Synagoge, eine Schule, ein rituelles Bad und den jüdischen Friedhof Tauberbischofsheim. Ein eigener religiöser Lehrer war angestellt, der zugleich als Vorbeter und Schochet tätig war. Von 1850 bis 1864 war Tauberbischofsheim vorübergehend Sitz eines Bezirksrabbinates. Davor und danach war dieses das Bezirksrabbinat Wertheim. Von 1852 bis zu seinem Tod 1869 war Jakob Löwenstein Bezirksrabbiner. Davor war er im Bezirksrabbinat Gailingen tätig. Ab 1875 gab es an einer Präparandenschule in Tauberbischofsheim neben katholischen und evangelischen auch für jüdische Schüler die Möglichkeit, eine vorbereitende Ausbildung für den Lehrerberuf zu absolvieren. Als die jüdischen Gemeinde Hochhausen und die jüdische Gemeinde Impfingen bereits aufgelöst waren, gehörten die einzelnen dort noch lebenden Juden zur jüdischen Gemeinde in Tauberbischofsheim.
1933, zu Beginn der nationalsozialistischen Herrschaft, gab es noch 106 jüdische Einwohner in Tauberbischofsheim. Nach zunehmender Entrechtung und verstärkten Repressalien sowie der Auswirkungen des angeordneten wirtschaftlichen Boykotts jüdischer Geschäfte wanderte ein Teil von ihnen aus oder zog in andere Städte Deutschlands. Ab 1938/39 wurden Einwohner der jüdischen Gemeinde Tauberbischofsheim in nationalsozialistische Konzentrationslager deportiert. Am 22. Oktober 1940 wurden die letzten jüdischen Einwohner aus Tauberbischofsheim ins KZ Gurs deportiert.
In den Stadtteilen von Tauberbischofsheim existierten die folgenden jüdischen Gemeinden: Jüdische Gemeinde Dittigheim, Jüdische Gemeinde Hochhausen, Jüdische Gemeinde Impfingen. In Dittwar lebende Juden besuchten die Synagoge der jüdischen Gemeinde Dittigheim.

## Politik

### Gemeinderat
Der Gemeinderat hat 22 Mitglieder, die für fünf Jahre gewählt werden. Die Gemeinderäte führen die Bezeichnung Stadtrat. Die Zahl der Mitglieder kann sich durch Ausgleichssitze erhöhen (gesamt 2019: 20 Sitze; 2014: 20). Hinzu kommt der Bürgermeister als stimmberechtigter Gemeinderatsvorsitzender.
Bis 2021 garantierte dabei die Unechte Teilortswahl den Ortsteilen eine festgelegte Anzahl von Sitzen: Aus dem Hauptort Tauberbischofsheim kamen mindestens zwölf Räte, aus den Ortsteilen Dienstadt, Distelhausen, Dittigheim, Dittwar, Hochhausen und Impfingen kamen jeweils mindestens ein Gemeinderat.
Die Kommunalwahl 2019 wurde 2021 vom Verwaltungsgericht Stuttgart für ungültig erklärt, weil durch die unechte Teilortswahl eine Stimme aus einem kleinen Ortsteil mehr wert war, als die aus einem größeren Ortsteil. Der Verwaltungsgerichtshof Mannheim bestätigte 2022 das Urteil. Eine Revision wurde nicht zugelassen. So kam es am 5. Februar 2023 zur Neuwahl des Gemeinderates.
Am 9. Juni 2024 fand gemeinsam mit der Europawahl die Kommunalwahl statt. Die CDU blieb trotz Verlusten stärkste Kraft und konnte alle neun Sitze halten. Die Bürgerliste erreichte acht Sitze, während die Unabhängigen Freien Wähler auf vier Sitze kamen. Die erstmals angetretene Linke Liste erreichte einen Sitz im Gemeinderat.

### Bürgermeister
Bei der Tauberbischofsheimer Bürgermeisterwahl am 30. Juni 2019 erreichte Anette Schmidt mit 39,3 % der Stimmen das beste Ergebnis im ersten Wahlgang. Der bisherige Amtsinhaber, Wolfgang Vockel, gab daraufhin am 3. Juli bekannt, nach 24-jähriger Amtszeit als Tauberbischofsheimer Bürgermeister seine Bewerbung im zweiten Wahlgang zurückzuziehen. Beim zweiten Wahlgang am 14. Juli 2019 wurde Schmidt zur Bürgermeisterin von Tauberbischofsheim gewählt. Dieses Amt trat sie am 1. September 2019 an.
Siehe: Liste der Bürgermeister von Tauberbischofsheim

### Wappen
Blasonierung: „In Rot ein silberner Topfhelm, dessen silberne Helmbänder in je zwei silberne Rosetten auslaufen, darüber als Kleinod ein siebenspeichiges silbernes Rad.“
Die Stadtsiegel, die von 1309 bis 1726 nachweisbar sind, zeigen das Mainzer Rad als Kleinod auf einem Topfhelm, der später durch eine Mitra ersetzt wurde. Das älteste Siegel von 1499 trägt die Umschrift „SIGILLVM CIVITADIS. D’BISCHOFISHEIM“ (= Siegel der Stadt Bischofsheim). In dem Sekretsiegel der Stadt von 1516 ist der Helm mit der Helmdecke nach hinten gedreht, später steht an Stelle des Helmes die bischöfliche Mitra ohne herabhängende Bänder (Infuln), dahinter ein Pluviale und darüber das freischwebende Mainzer Rad. 1849 bis 1854 wurde ein Farbstempel mit der Umschrift „STADTMAGISTRAT TAUBERBISCHOFSHEIM“ verwendet. Er zeigt das Mainzer Rad sowie den Buchstaben B rechts und links davon und darüber. Spätere Siegel tragen das Mainzer Rad wie ein Helmkleinod. Das Generallandesarchiv bemerkte bereits 1895, dass das Stadtwappen heraldisch durchaus uncorrekt sei und dass besonders eine Mitra keine Helmzier haben könne. Der Gemeinderat beschloss am 9. Januar 1961, ein Stadtsiegel anzunehmen, das dem ältesten Exemplar entsprach. Am 14. Dezember 1961 wurde der Stadt mit einem Erlass des Innenministeriums das Recht zur Führung des Wappens und einer Flagge in den Farben Silber-Rot verliehen.

### Städtepartnerschaften

#### Duderstadt
Seit 1961 besteht die Partnerschaft Tauberbischofsheims mit Duderstadt im Eichsfeld in Niedersachsen. Die beiden Gemeinden verband das Hilfsprogramm des Bundes für „Städte in ländlich schwach strukturierten Gebieten“ und die Unterstützung und Stärkung der Städte im ehemaligen Zonenrandgebiet, wozu auch Duderstadt gehörte.

#### Vitry-le-François
1963 wurde die Partnerschaft zwischen dem Regierungsbezirk Nordbaden und dem französischen Département Marne geschlossen. Hierdurch angeregt schloss Tauberbischofsheim 1966 eine Partnerschaft mit der Stadt Vitry-le-François in der Region Grand Est.

### Verwaltungsgemeinschaft
Die Stadt Tauberbischofsheim bildet mit den Gemeinden Großrinderfeld, Königheim und Werbach zur gemeinsamen Erledigung ihrer Verwaltungsgeschäfte die vereinbarte Verwaltungsgemeinschaft Tauberbischofsheim.

## Kultur und Sehenswürdigkeiten

### Tourismus

#### Ferienstraßen
Tauberbischofsheim liegt an der Romantischen Straße, die älteste und eine der bekanntesten Ferienstraßen in Deutschland, sowie an der Siegfriedstraße. Beide Ferienstraßen führen an vielen Sehenswürdigkeiten vorbei.

#### Radwanderwege

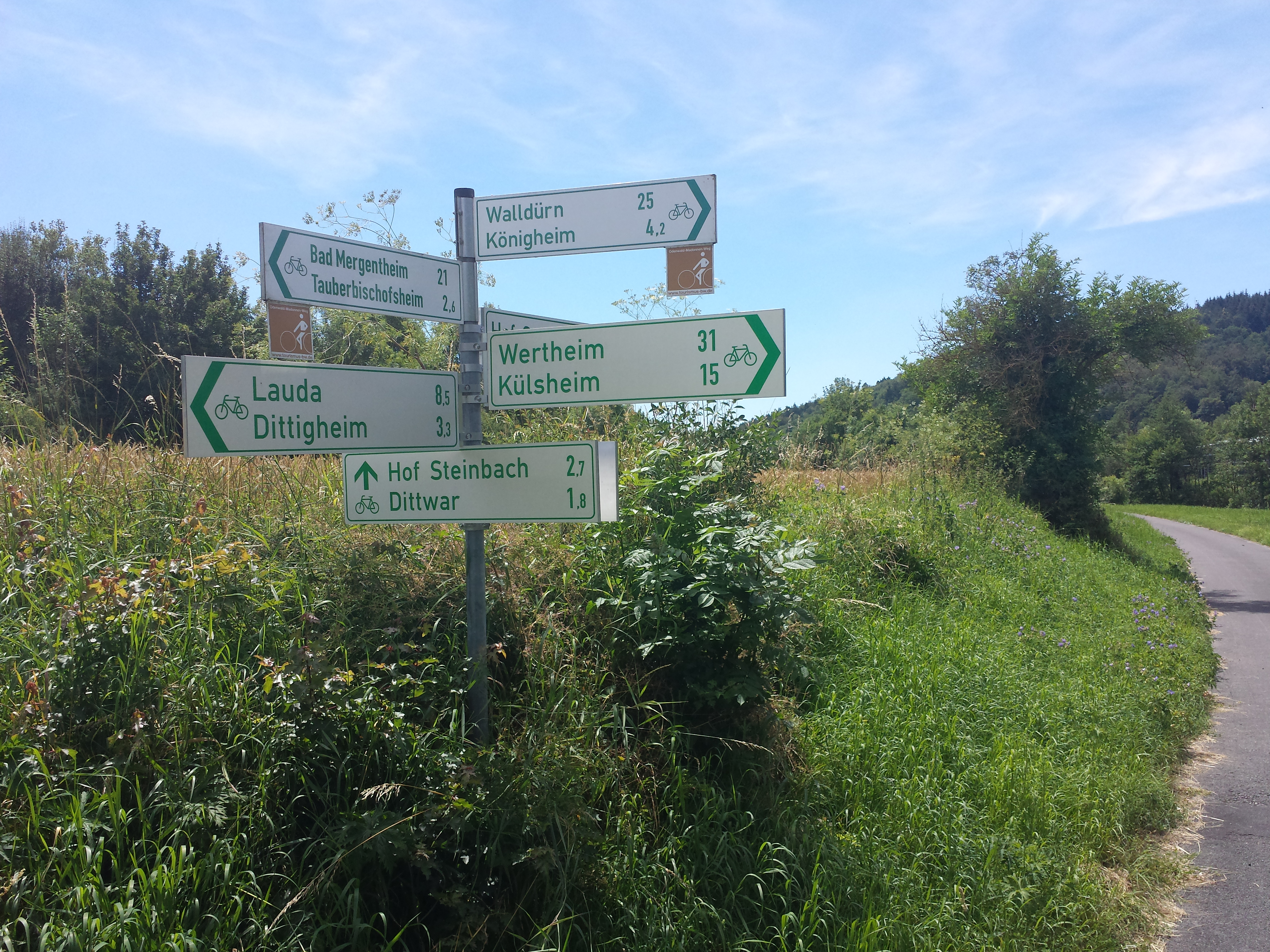
Radwegekreuzung bei Tauberbischofsheim

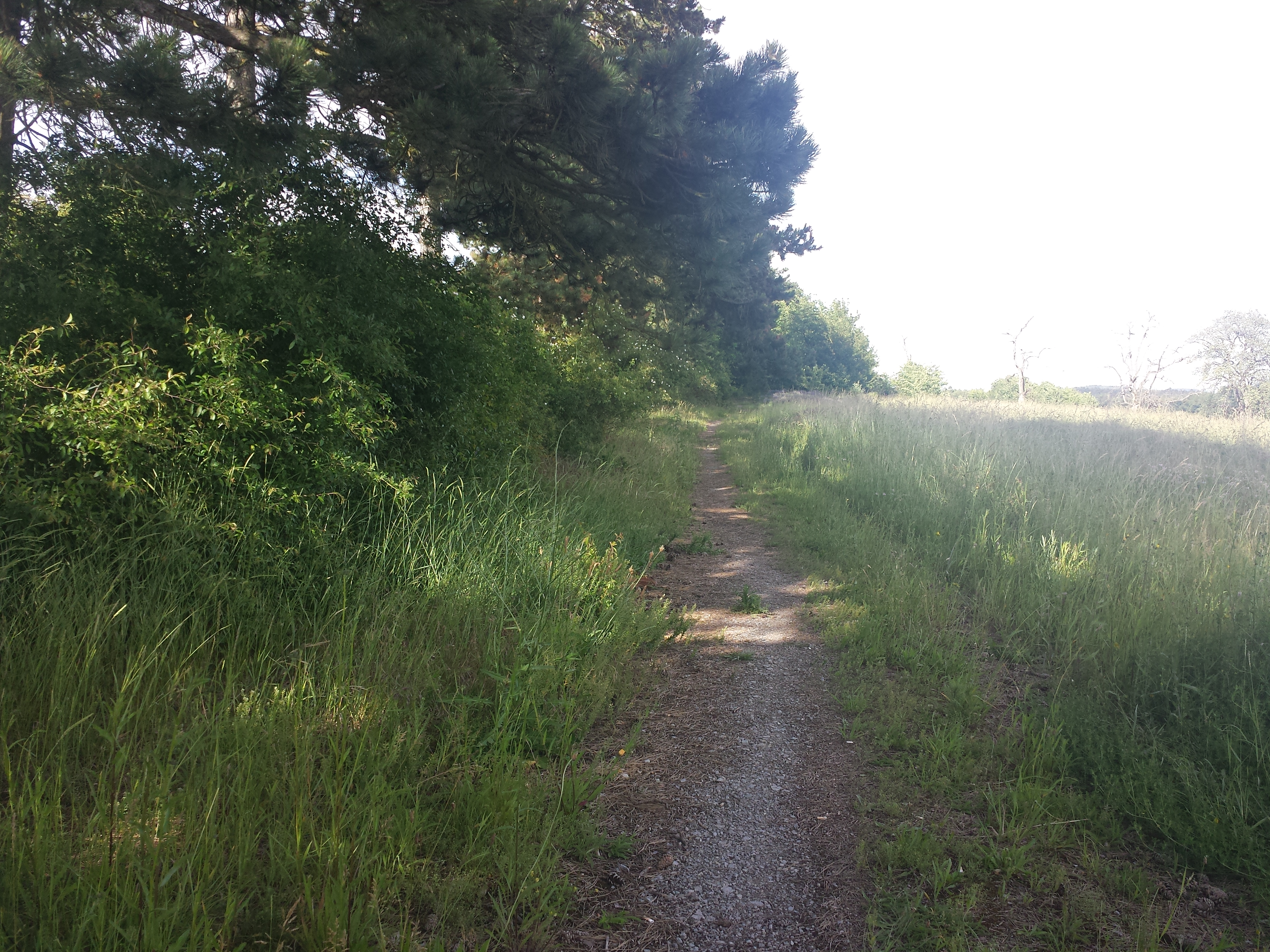
Der Jakobsweg Main-Taubertal im Bereich des Naturschutzgebietes Brachenleite bei Tauberbischofsheim

Tauberbischofsheim liegt am Taubertalradweg, ein 101 Kilometer langer Radwanderweg in Tauberfranken. Der Radweg, der auch als „Liebliches Taubertal – der Klassiker“ bekannt ist, verläuft in seiner ganzen Länge durch das Tal der Tauber und hat nur wenig Steigungen. Er ist ein Teil der D-Route 9 (Weser - Romantische Straße). Neben Radfahrern wird der Taubertalradweg aufgrund seiner flachen Strecken auch von Inlineskatern sowie zum Joggen und Walken genutzt.
Der Odenwald-Madonnen-Weg beginnt in Tauberbischofsheim und führt über Königheim in den Odenwald bei Hardheim und Walldürn, das Neckartal bei Eberbach und Heidelberg bis in die Rheinebene nach Speyer.
Die etwa 40 Kilometer lange und ausgeschilderte Mountainbiketour Links der Tauber mit 840 Höhenmetern beginnt und endet am Schlossplatz in Tauberbischofsheim.

#### Wanderwege
Für Wanderer weist das Städtische Rebgut am Edelberg einen neu angelegten „pädagogischen Weinlehrpfad“ auf. Daneben können beim städtischen „Trimm-Dich-Pfad“ mehrere Routen mit Bewegungs- und Hinweistafeln abgelaufen werden. In Tauberbischofsheims Stadtteilen gibt es daneben mehrere ausgeschilderte Wanderwege, beispielsweise ein Bildstockrundwanderweg in Impfingen oder den Jakobsweg Main-Taubertal, der durch Hochhausen, Dienstadt und Tauberbischofsheim führt. Auch der Panoramaweg Taubertal führt durch die Stadt.

### Museen
In Tauberbischofsheim und seinen sieben Stadtteilen gibt es folgende Museen:
- Bauernhofmuseum, Distelhausen[115]
- Dorfmuseum, Dittwar[116]
- Dorfmuseum, Impfingen[28]
- VS-Schulmuseum der VS Vereinigte Spezialmöbelfabriken, Tauberbischofsheim[117]
- Tauberfränkisches Landschaftsmuseum im Kurmainzischen Schloss, Tauberbischofsheim[118]
- Engelsaal im Kunstverein Tauberbischofsheim

### Bauwerke und Baudenkmale
In der vormals von einer Stadtmauer umgebenen Altstadt befinden sich das Schloss und zahlreiche Renaissance-Häuser. Der Marktplatz ist vom Rathaus und etlichen Fachwerkhäusern umgeben. Das Tauberbischofsheimer Rathaus ist eines der wenigen in Süddeutschland, die in neugotischem Stil errichtet wurden.
Badischer Hof: Das denkmalgeschützte Gebäude von 1733 diente früher als Poststation.
„Lioba-Kloster“ mit Liobakirche: Die Nachfolgebauten des auf die heilige Lioba zurückgehenden Frauenklosters sind noch vorhanden. Im sogenannten Klosterhof ist ein Teil der Stadtverwaltung untergebracht. Der Hof ist umgeben von drei Gebäuden darunter das ehemalige Dormitorium. Die ehemalige Klosterkirche mit barocker Ausstattung, die der heiligen Lioba geweiht ist, schließt sich zum Marktplatz hin an.
Bismarcksäule: Sie wurde 1903 am Höhberg errichtet.
Hungerturm: Der Hungerturm ist ein Teil der mittelalterlichen Stadtbefestigung Tauberbischofsheims. Er befindet sich mit Resten der ehemaligen Stadtmauer am Mühlkanal.
Kurmainzisches Schloss: Es stammt aus der zweiten Hälfte des 13. Jahrhunderts.
Peterskapelle: Als ältester Kirchenbau stammt sie aus dem 12. Jahrhundert.
Sebastianuskapelle: Eine Doppelkapelle von 1474 mit zwei eigenständigen Kapellen im Unter- und Obergeschoss.
Ehemalige Sonnenplatz-Apotheke: Das Gebäude am Sonnenplatz 4 wurde um 1730 erbaut. Von Mitte 2006 bis 2019 war es ein Museum.
Stadtpfarrkirche St. Martin: Die Martinskirche wurde 1914 im neugotischen Stil mit barockem Turmhelm errichtet. Sie enthält Kunstwerke zahlreicher Vorgängerbauten, darunter einen Altar aus der Ulmer Werkstatt von Niklaus Weckmann d. Ä. mit Tafelbildern von Hans Schäufelein, eine Madonna von Hans Multscher und eine Kopie der Tauberbischofsheimer Kreuzigung von Matthias Grünewald. Das beschädigte Original wurde 1900 vom Großherzogtum Baden aufgekauft und der Kunsthalle in Karlsruhe übergeben.
Türmersturm: Ehemaliger Bergfried einer mittelalterlichen Stadtburg aus dem 13. Jahrhundert. Der Türmersturm wird seit dem 16. Jahrhundert vom Kurmainzischen Schloss von nahezu allen Seiten her eingerahmt und entwickelte sich zu einem Wahrzeichen der Stadt Tauberbischofsheim.
Wetterkreuz bei Tauberbischofsheim: 1714 wurde zum „ewigen Andenken“ an einen Gewitterschaden ein „Wetterkreuz“ errichtet, das auf vielen Wanderkarten ausgewiesen ist. Dessen Postament bildete den Grenzstein zu den Gemarkungen von fünf Altgemeinden (Distelhausen, Dittigheim, Dittwar, Lauda und Oberlauda), deren Ortswappen darauf abgebildet sind. Nach der Gebietsreform in Baden-Württemberg sind die angrenzenden Altgemeinden teils nurmehr Ortsteile und Dittigheim ist nicht mehr unmittelbarer Anlieger.

Stadtansichten
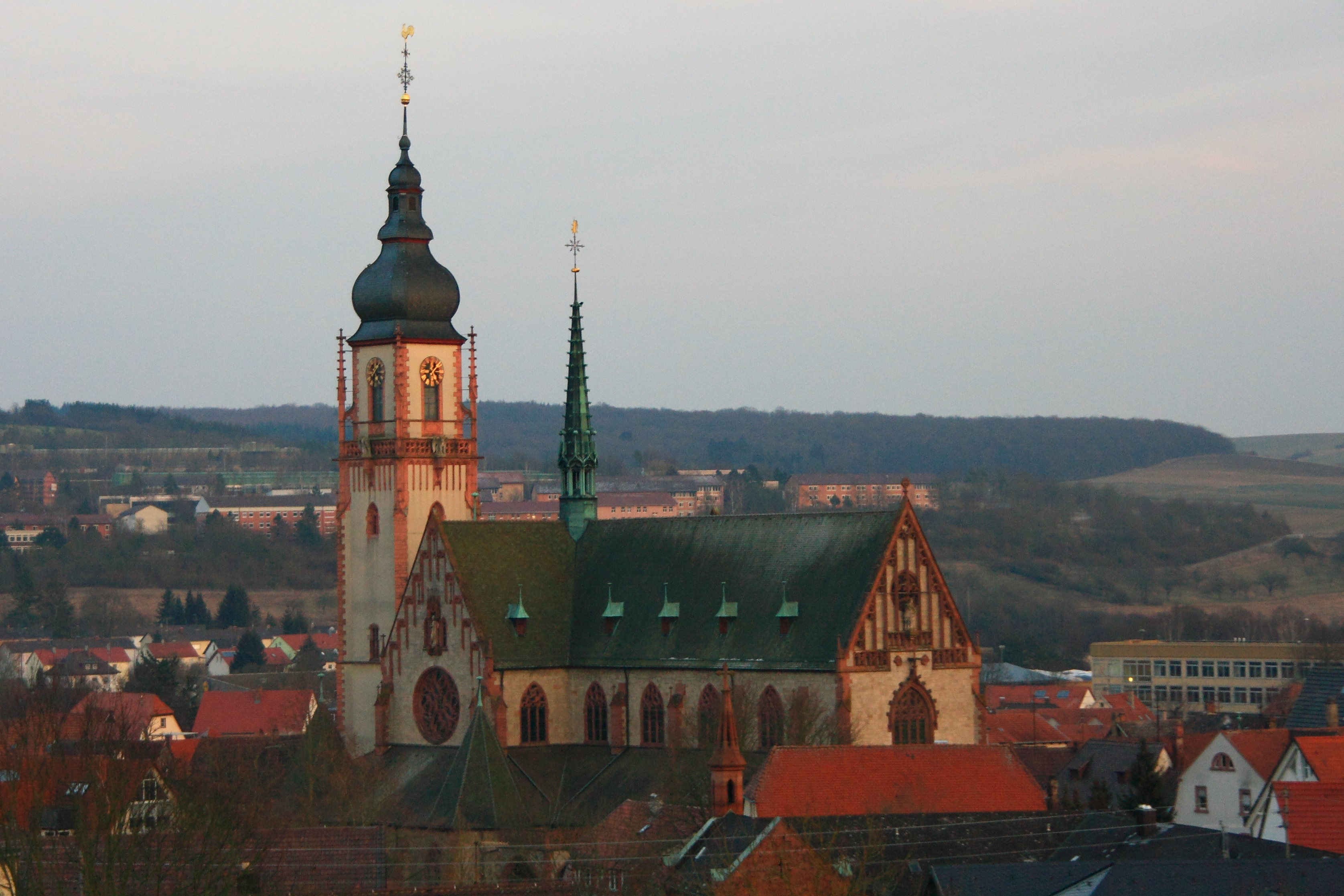
Stadtkirche St. Martin
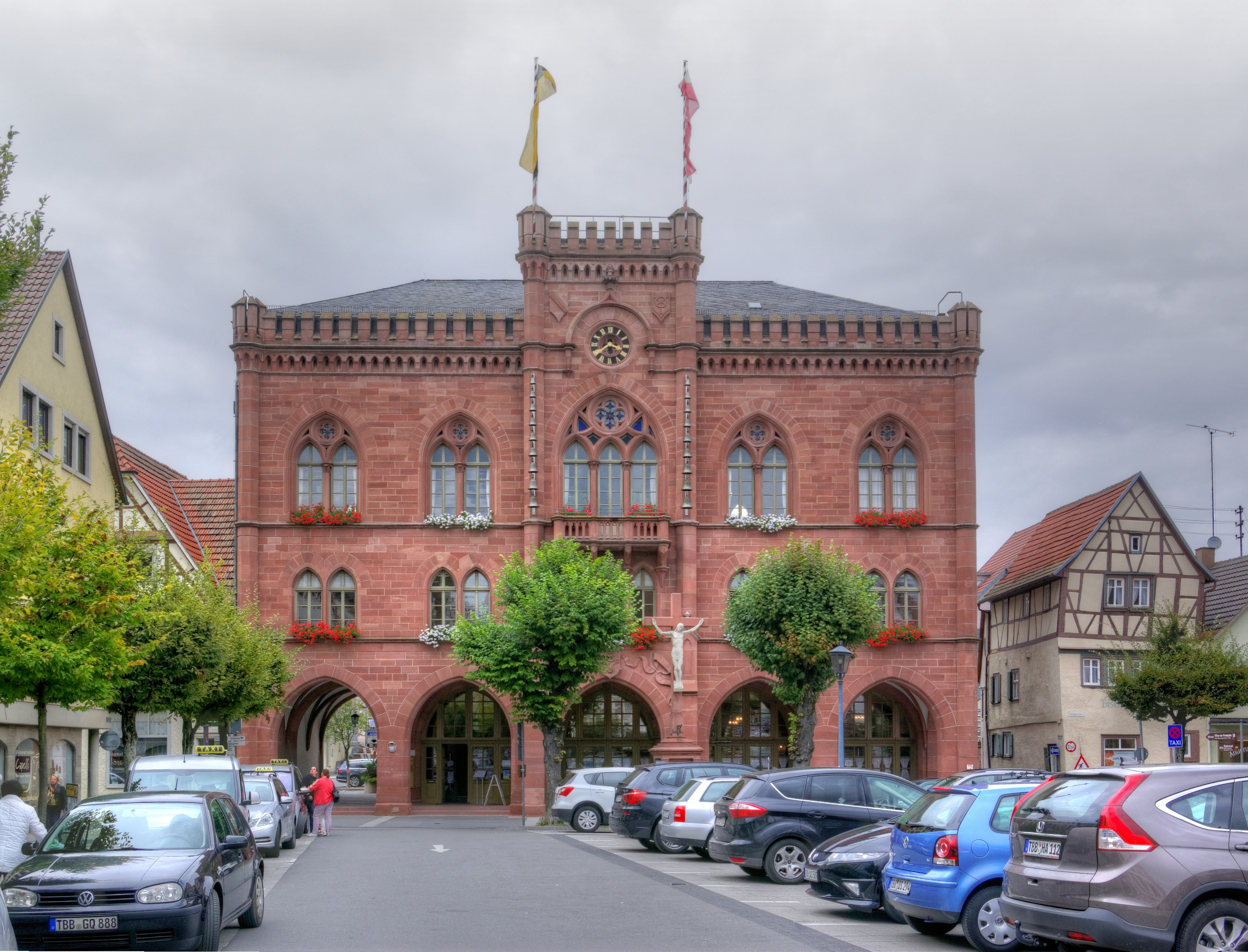
Rathaus von 1865
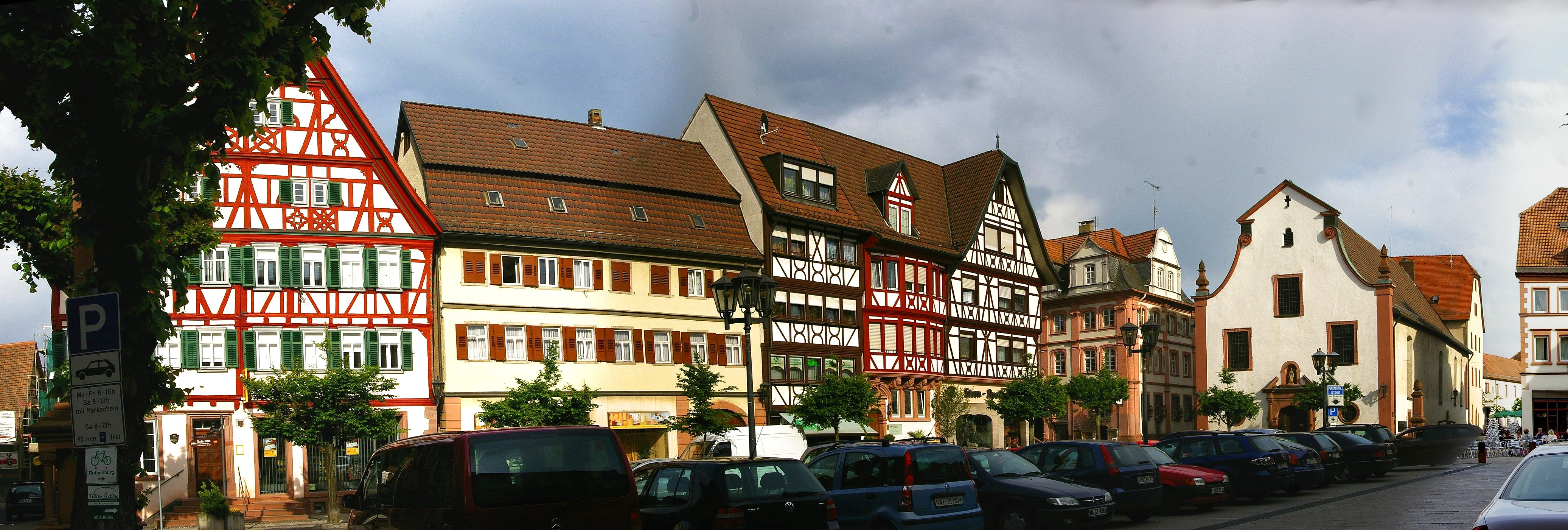
Marktplatz vom Rathaus her gesehen
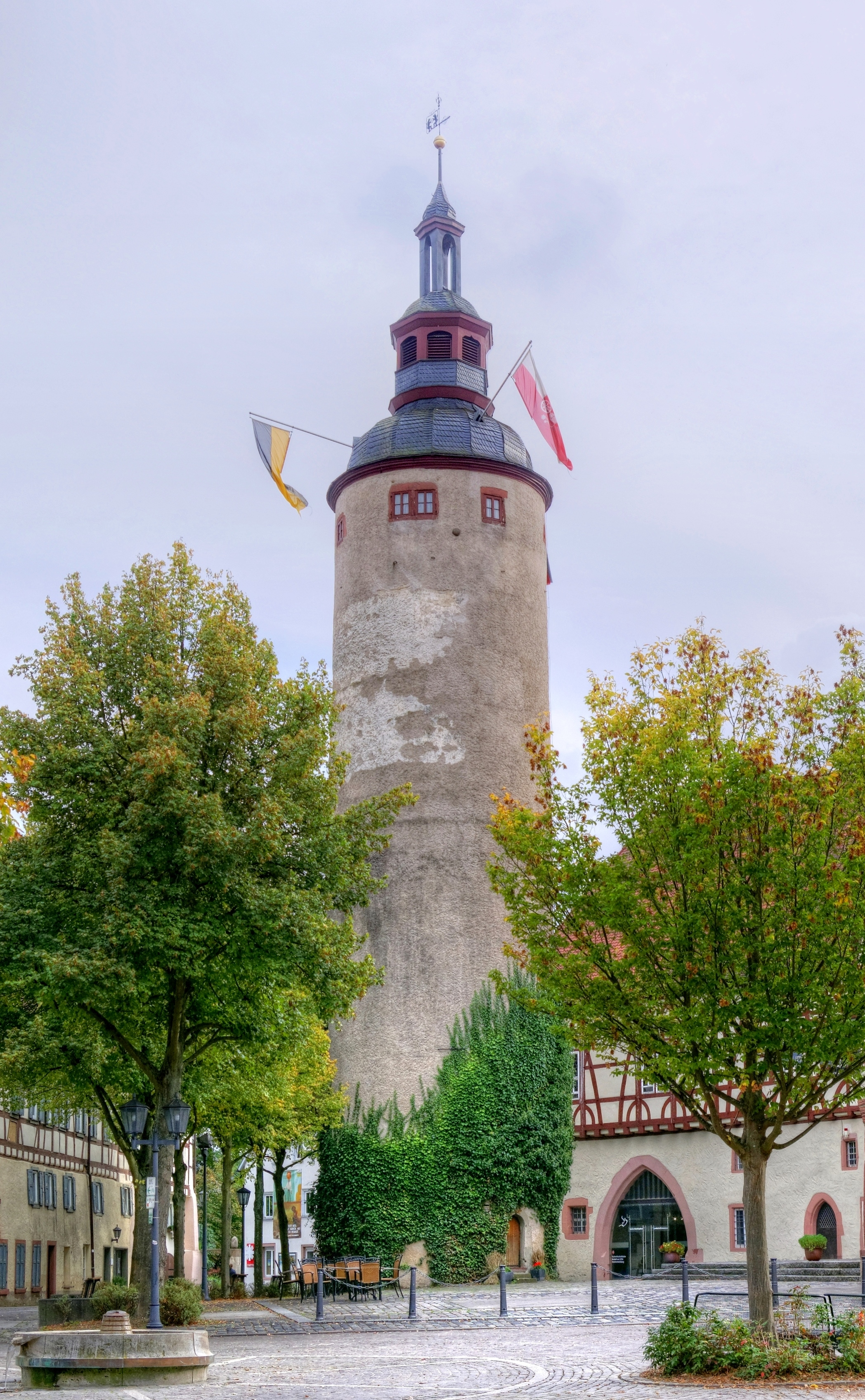
Türmersturm Wahrzeichen der Stadt
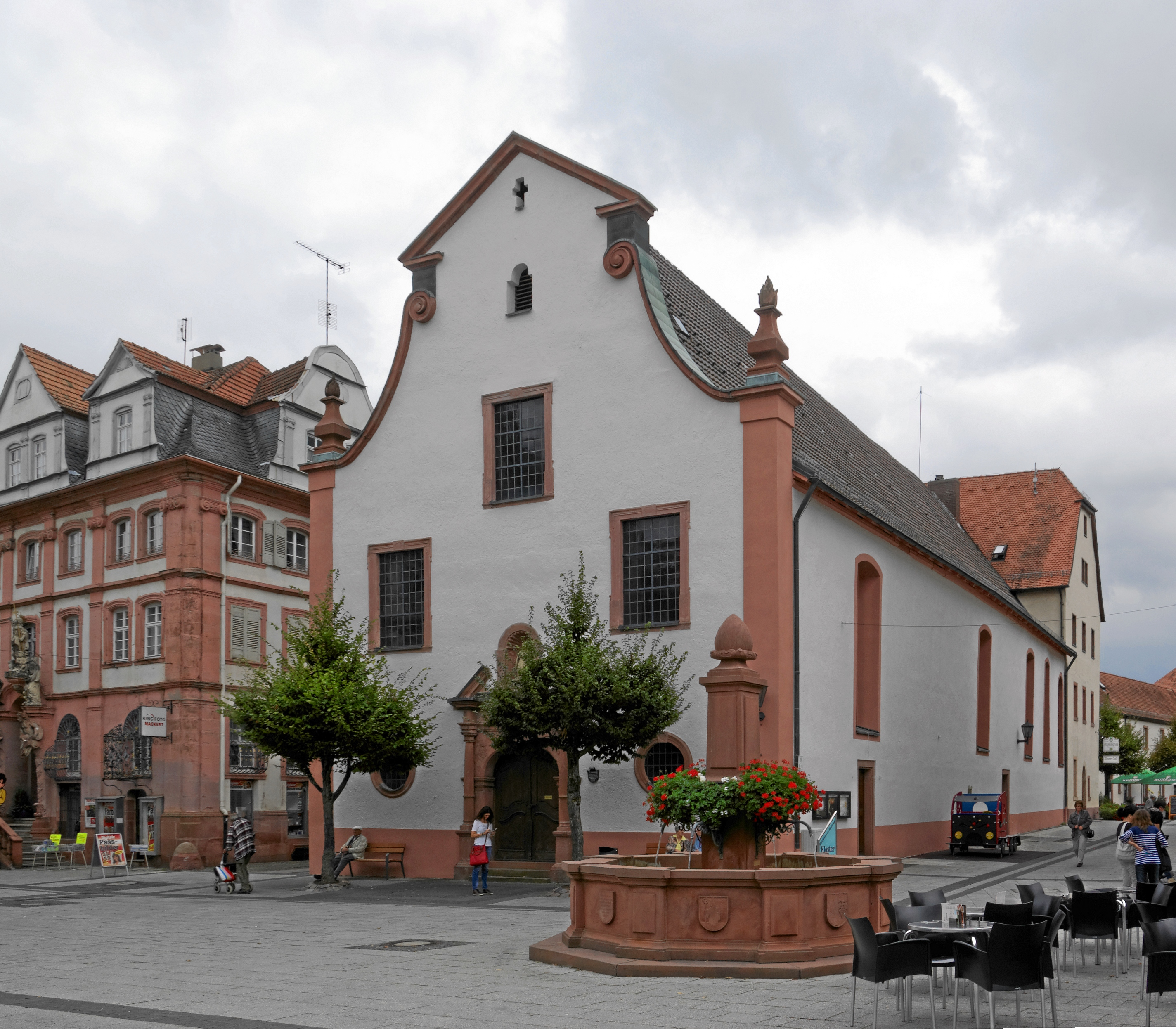
Liobakirche
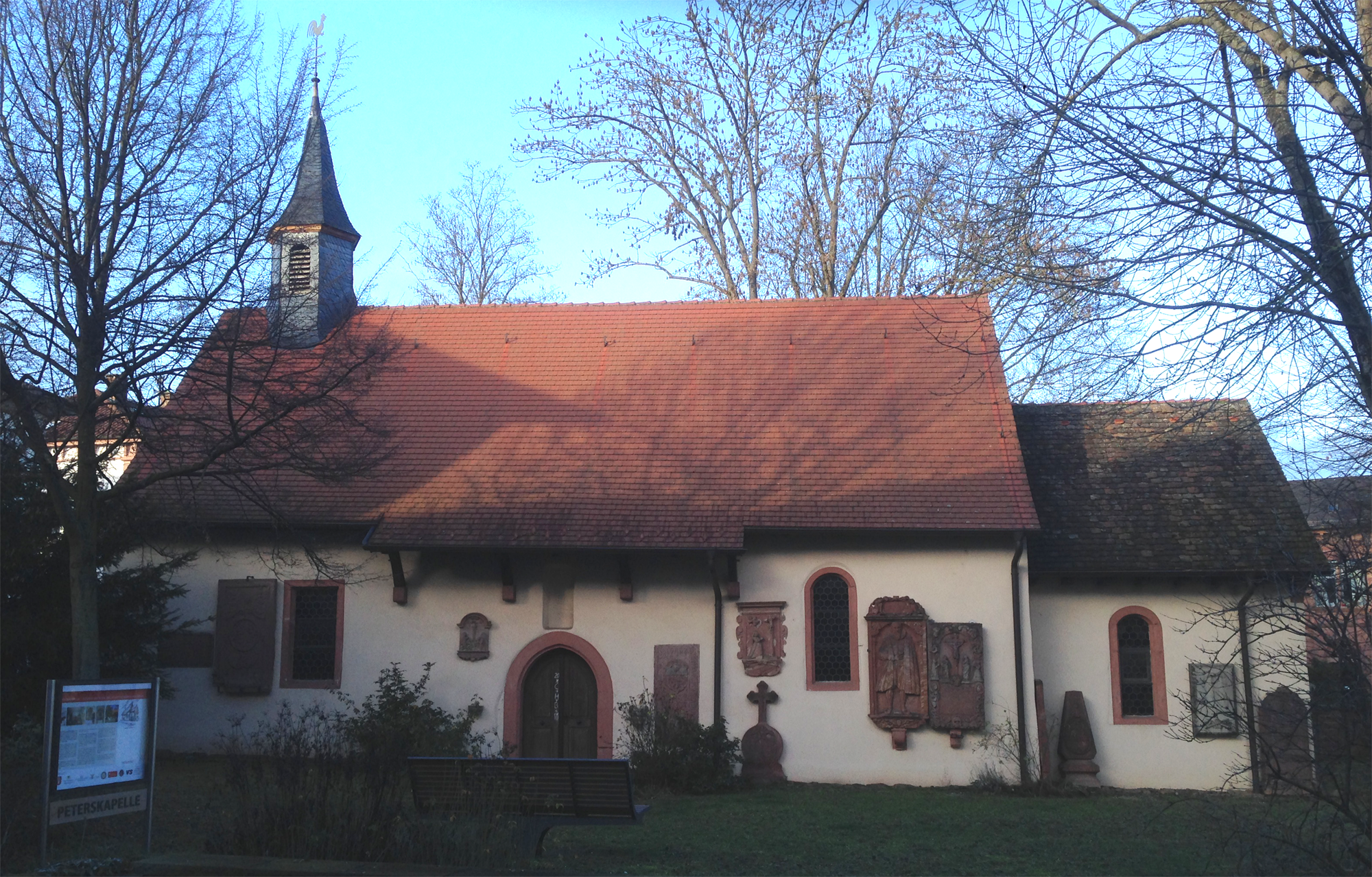
Peterskapelle

### Naherholung

#### Schwimmbäder

##### Frankenbad
Das solarbeheizte „Frankenbad“ als städtisches Freibad besteht aus einem Nichtschwimmerbereich mit großer Wasserrutsche und einem 50 Meter langen Schwimmerbereich mit mehreren Startblöcken, einem Ein-Meter-Sprungbrett und einem Drei-Meter-Sprungturm. Für Kinder bietet das Bad ein Erlebnisplanschbecken mit Rutsch- und Wasserspielmöglichkeiten. Für das leibliche Wohl sorgt ein Kiosk.

#### Kneipp-Anlage
Die Tauberbischofsheimer Kneipp-Anlage befindet sich seit 2005 am Mühlkanal an der Königheimer Straße/Schneidemühle im Brehmbachtal.

### Sport

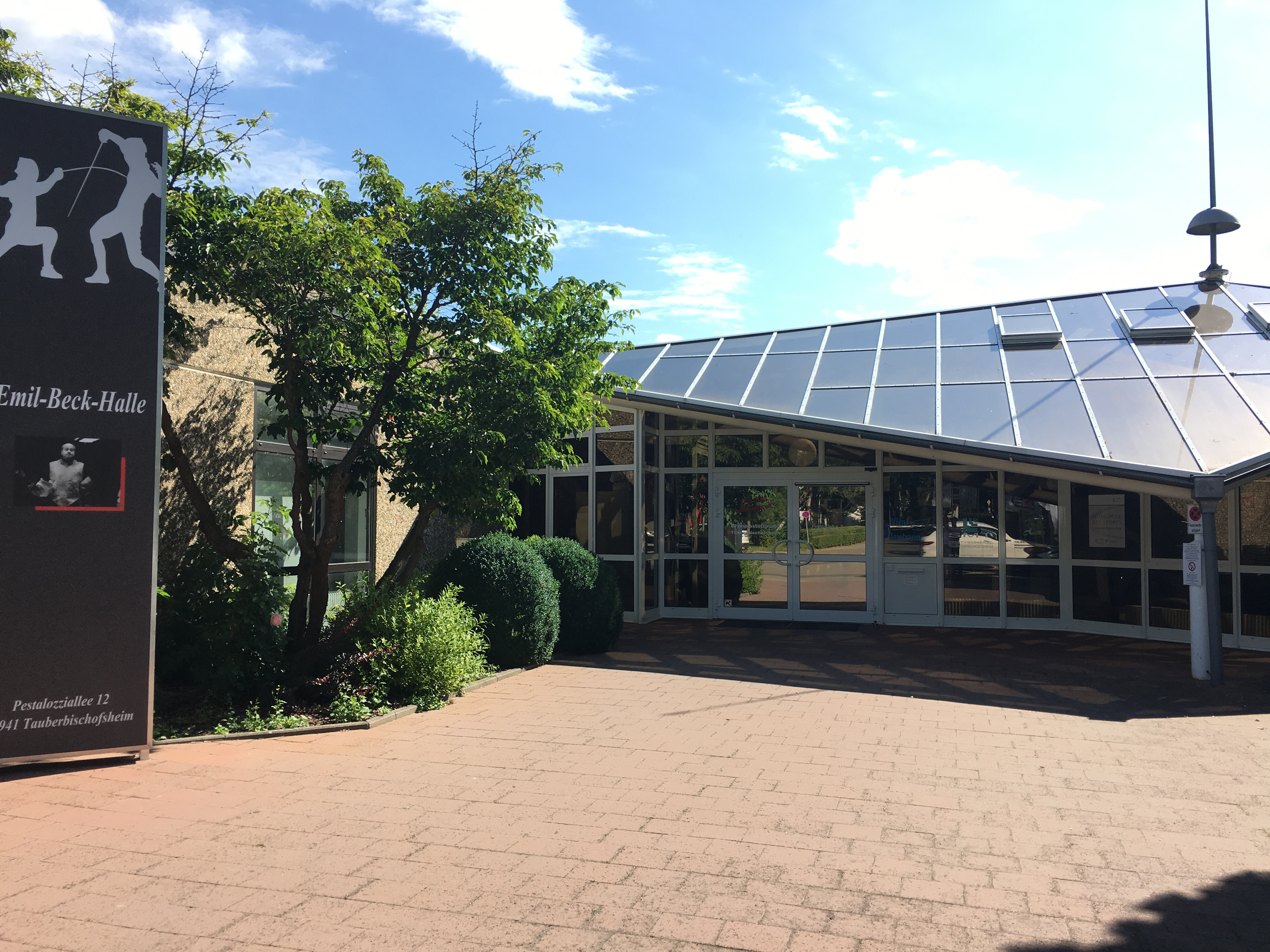
Eingangsbereich des ehemaligen Olympiastützpunktes und heutigen Bundesstützpunktes Tauberbischofsheim (2016)

#### Fechterstadt Tauberbischofsheim
Die Stadt wurde als Sitz des u. a. von Emil Beck aufgebauten Landes- und Bundesleistungszentrums für Fechtsport als „Fechterstadt“ bekannt. In den 1970er Jahren prägte der FC Tauberbischofsheim den Ruf der Stadt als „Tauberbischofsheimer Goldschmiede“. Von 1986 bis 2017 bestand unter der Trägerschaft des Fecht-Clubs ein eigener Olympiastützpunkt für mehrere Sportarten mit einer Schwerpunktlegung auf den Fechtsport. Ab Januar 2018 ändert sich Status des Fechtzentrums in einen Bundesstützpunkt unter der Rechtsträgerschaft des Landessportbundes Baden-Württemberg. Athleten des Fecht-Club Tauberbischofsheim e. V. errangen bisher über 380 Medaillen bei Olympischen Spielen, Welt- und Europameisterschaften, darunter 40 Medaillen bei Olympischen Spielen und Paralympics sowie über 650 Medaillen bei deutschen Meisterschaften. Darunter waren u. a. Thomas Bach, Matthias Behr, Anja Fichtel, Zita Funkenhauser, Jürgen Hehn, Harald Hein und Alexander Pusch.

#### Weitere Sportarten
Der TSV 1863 Tauberbischofsheim e. V. weist als Breitensportverein mit 2.304 Mitgliedern (Stand: 10. Februar 2014) elf verschiedene Abteilungen für die nachfolgenden Sportarten auf: Fußball, Judo, Turnen, Badminton, Basketball, Tischtennis, Tennis, Rock ’n’ Roll, Volleyball, Handball und Karate. Innerhalb des Tauberbischofsheimer Stadtgebietes stehen sieben Sporthallen, ein 50-Meter-Becken im städtischen Freibad, sechs Tennisplätze, eine Tennishalle mit drei Plätzen und fünf Sportplätze zur Verfügung.

Sportstätten in Tauberbischofsheim
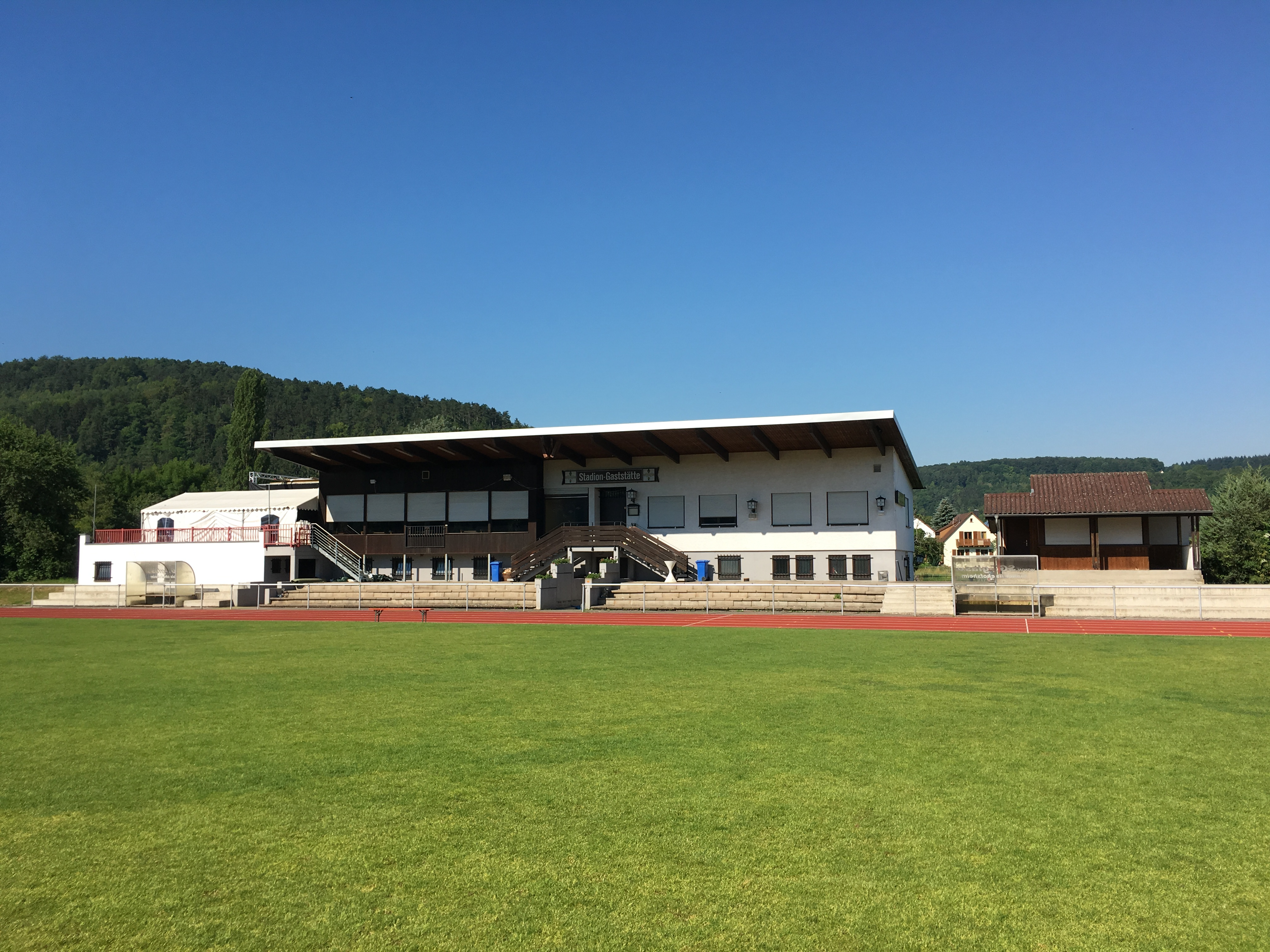
Das Tauberstadion
Leichtathletik-Wettkampfstätten im Tauberstadion
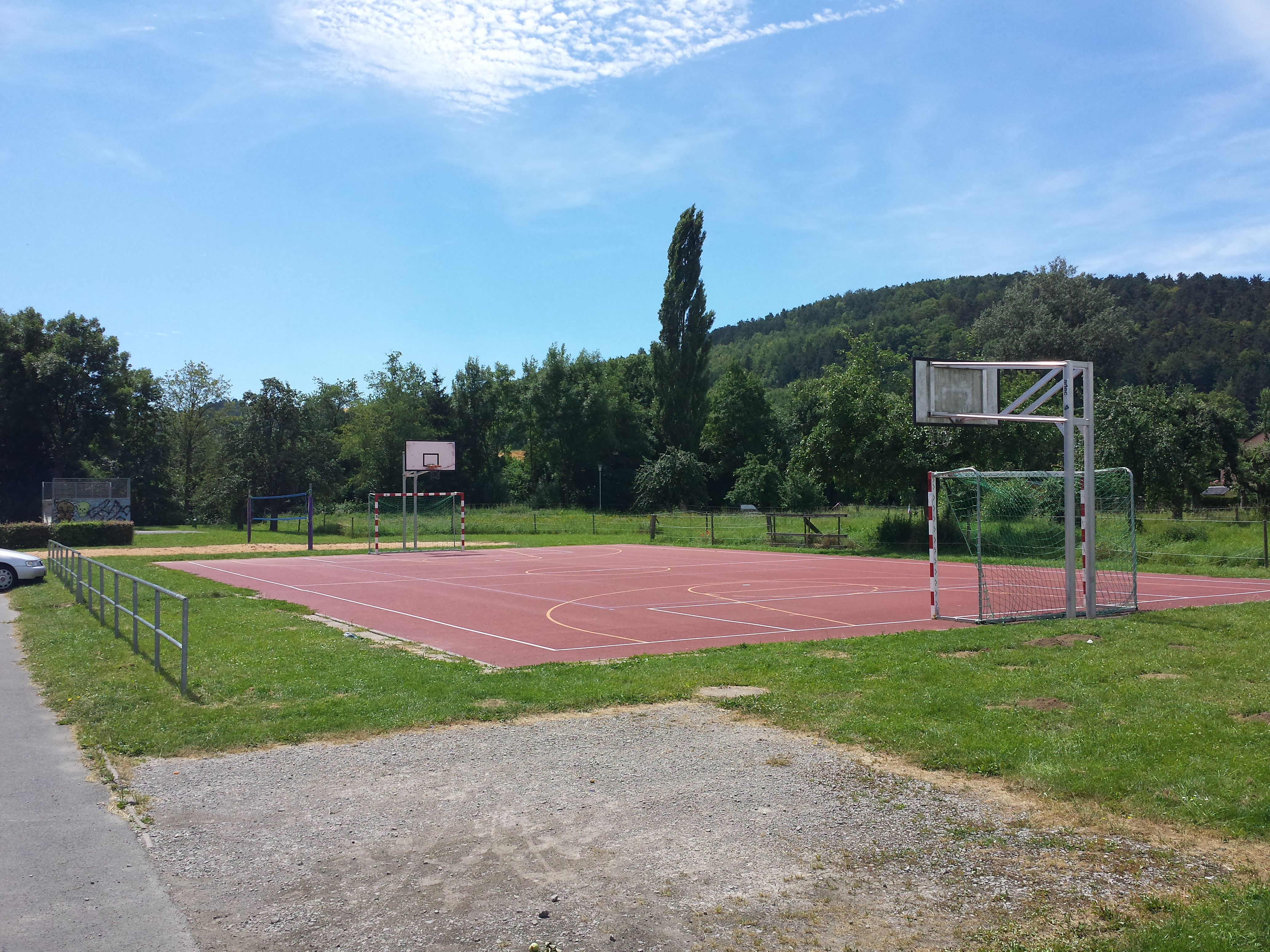
Hartplatz, Beachvolleyballfeld und Halfpipe am Tauberstadion
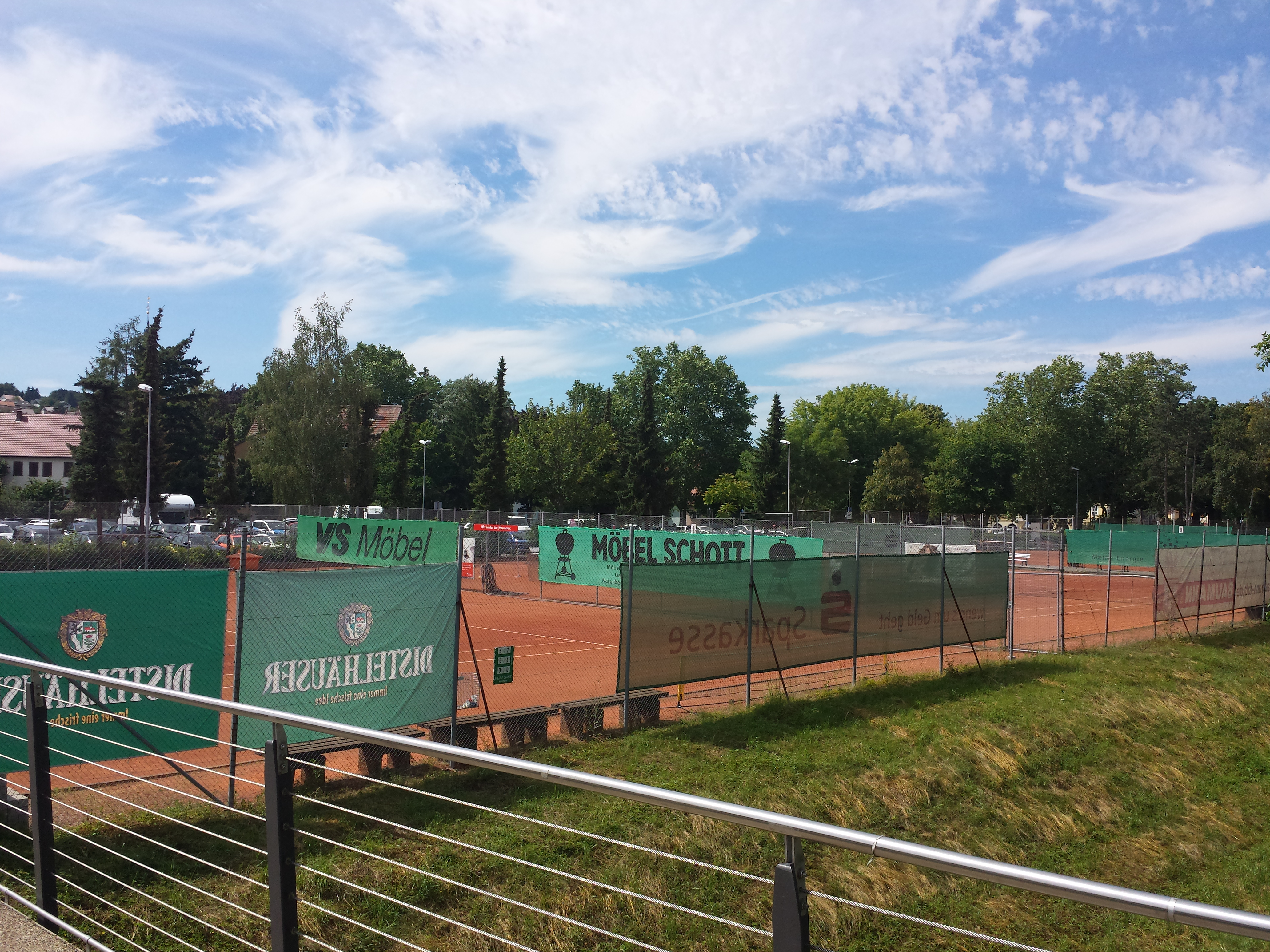
Tennisplätze an der Tauber
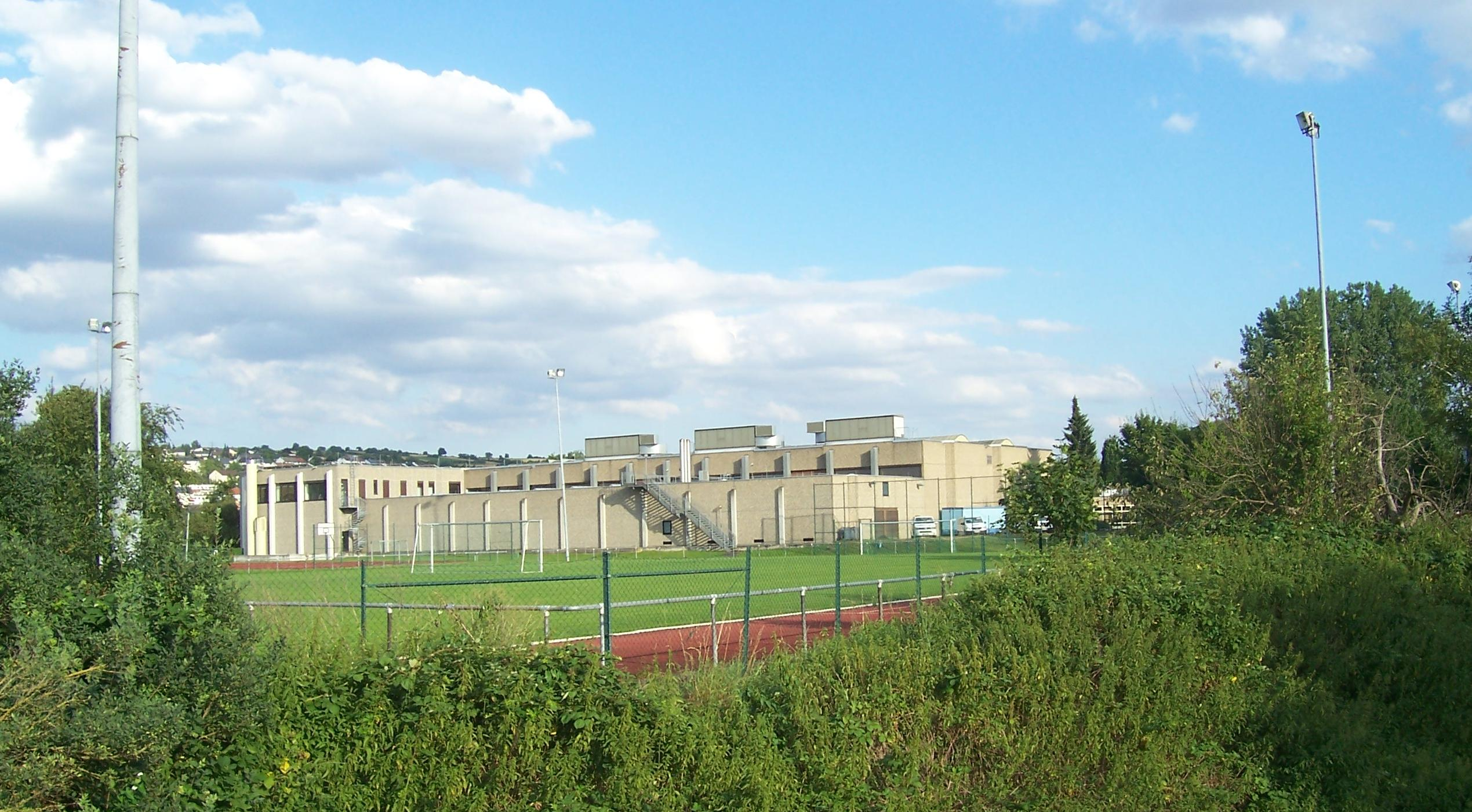
Sportplatz und Emil-Beck-Halle am Olympiastützpunkt TBB
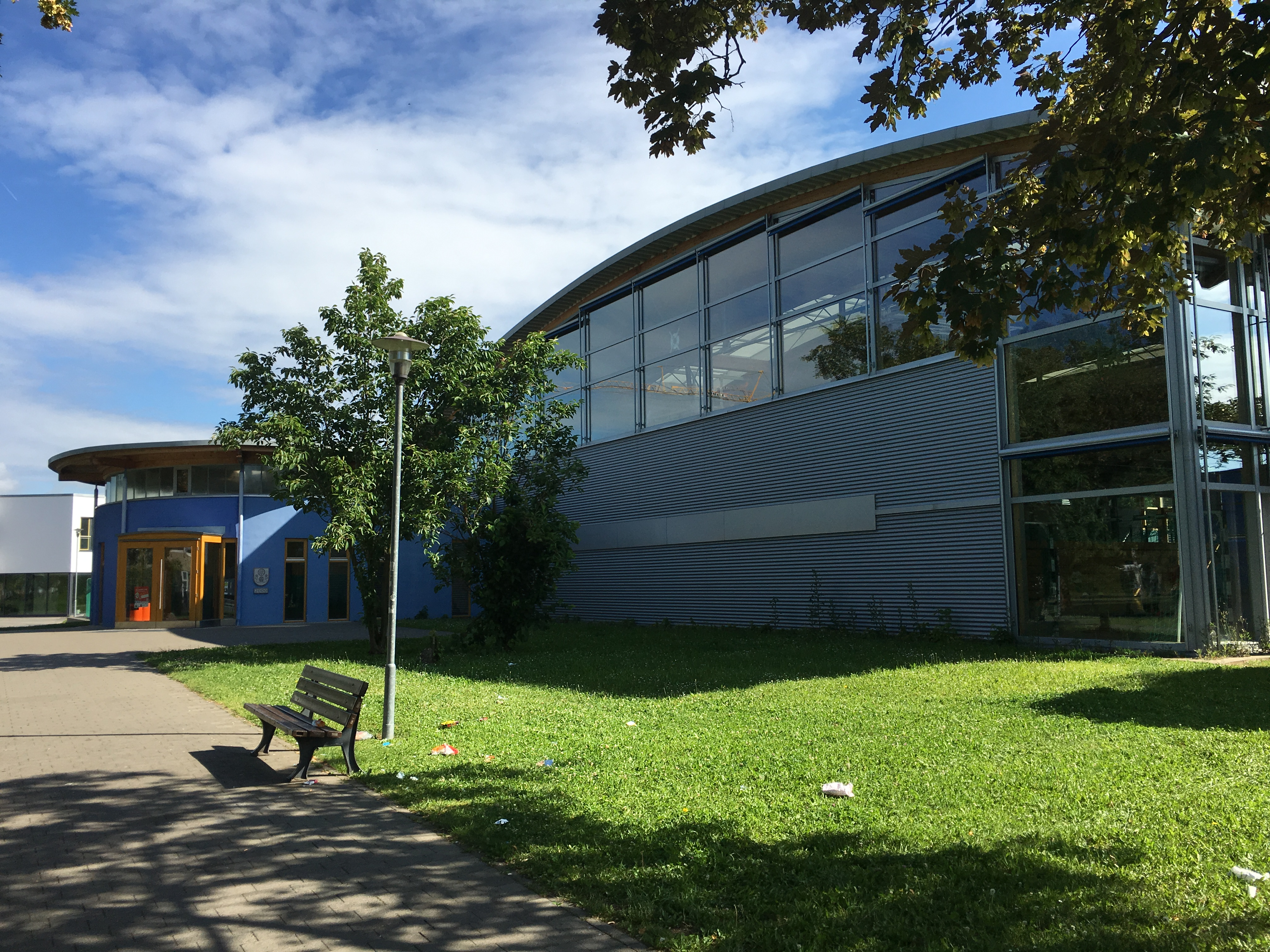
Sporthalle am Wört
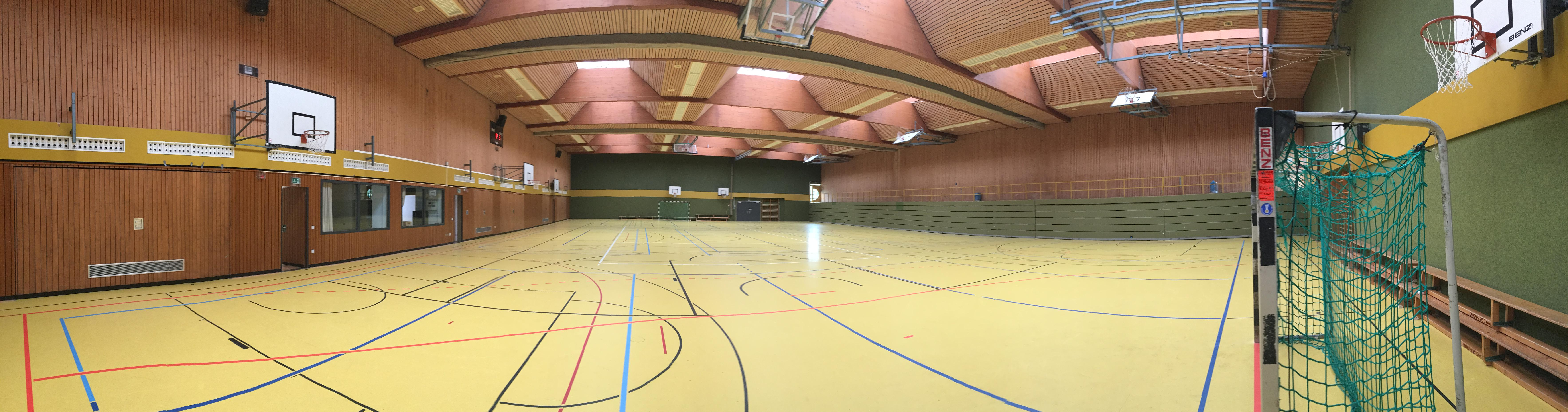
Matthias-Grünewald-Halle

### Regelmäßige Veranstaltungen

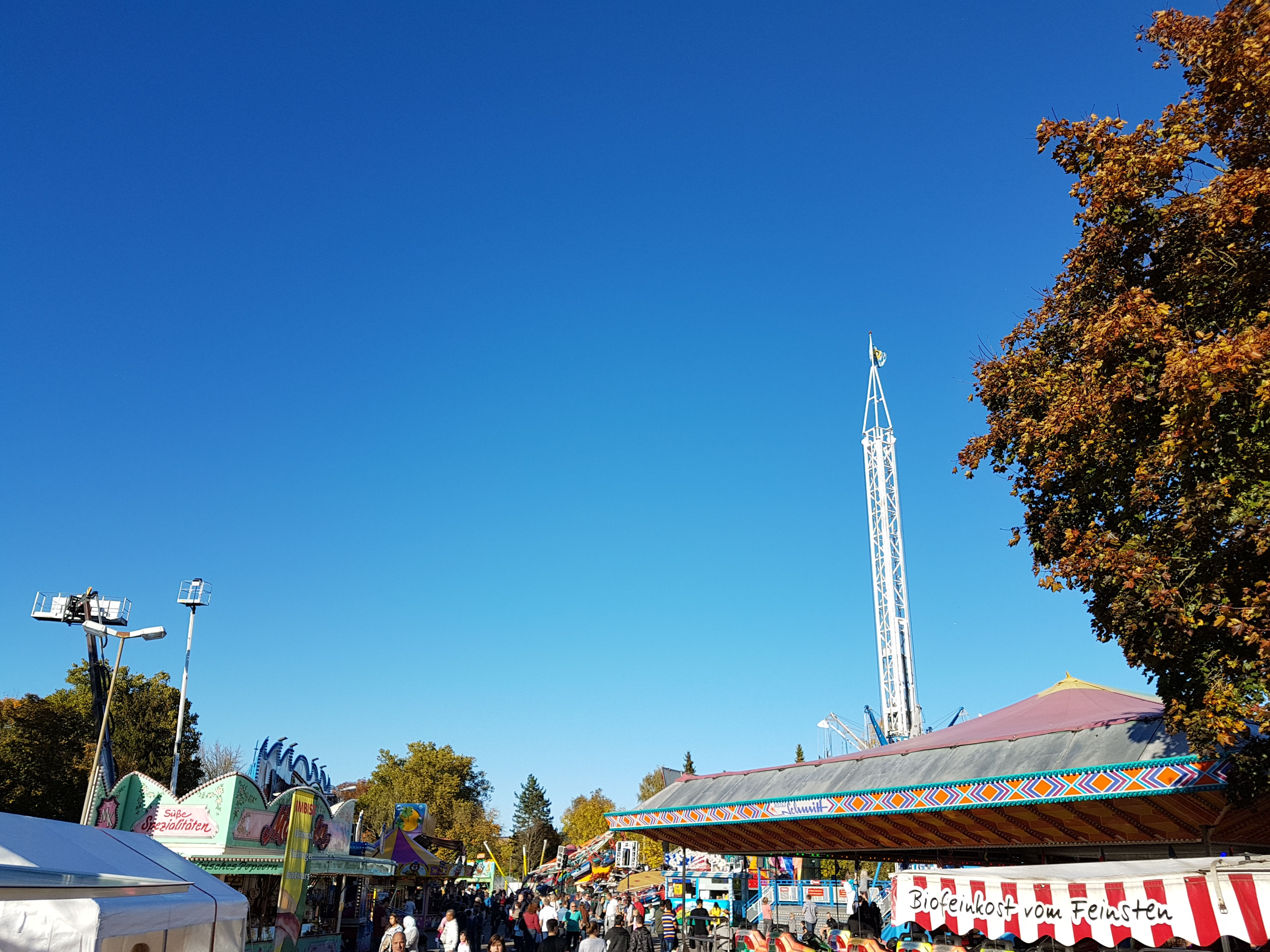
Die Tauberbischofsheimer Martini-Messe beschließt Mitte Oktober die Messen und Märkte im Taubertal

Im Mai findet traditionell ein „Maibaumfest“ der Freiwilligen Feuerwehr Tauberbischofsheim am Wörtplatz statt. Im gleichen Monat findet seit mehreren Jahren eine „italienische Nacht“ auf dem Marktplatz statt.
Das seit 1975 stattfindende „Tauberbischofsheimer Altstadtfest“ prägt traditionell am ersten Juliwochenende (freitags bis sonntags) das Geschehen in Tauberbischofsheim.
Seit 2004 findet einmal jährlich im Juli ein „Open-Air-Kino“ auf dem Schlossplatz vor dem Türmersturm statt, das vom Rotary Club Tauberbischofsheim in Zusammenarbeit mit dem Filmtheater Badischer Hof veranstaltet wird.
Im Herbst findet seit 1935 die „Martini-Messe“ mit Fahrgeschäften und Ausstellern statt.
In der Adventszeit ist der traditionsreiche Tauberbischofsheimer Weihnachtsmarkt am Schlossplatz ein beliebter Treffpunkt. Der Weihnachtsmarkt findet an zwei Adventswochenenden, jeweils von freitags bis sonntags, auf dem Schlossplatz und im Schlosskeller statt. Ferner steht während des Weihnachtsmarktes tageweise das Tauberfränkische Landschaftsmuseum im Kurmainzischen Schloss zur Besichtigung offen.
 Am letzten Augustwochenende bietet das Weinfest am Schloss viele kulinarische und regionale Spezialitäten.

Regelmäßige Veranstaltungen in Tauberbischofsheim
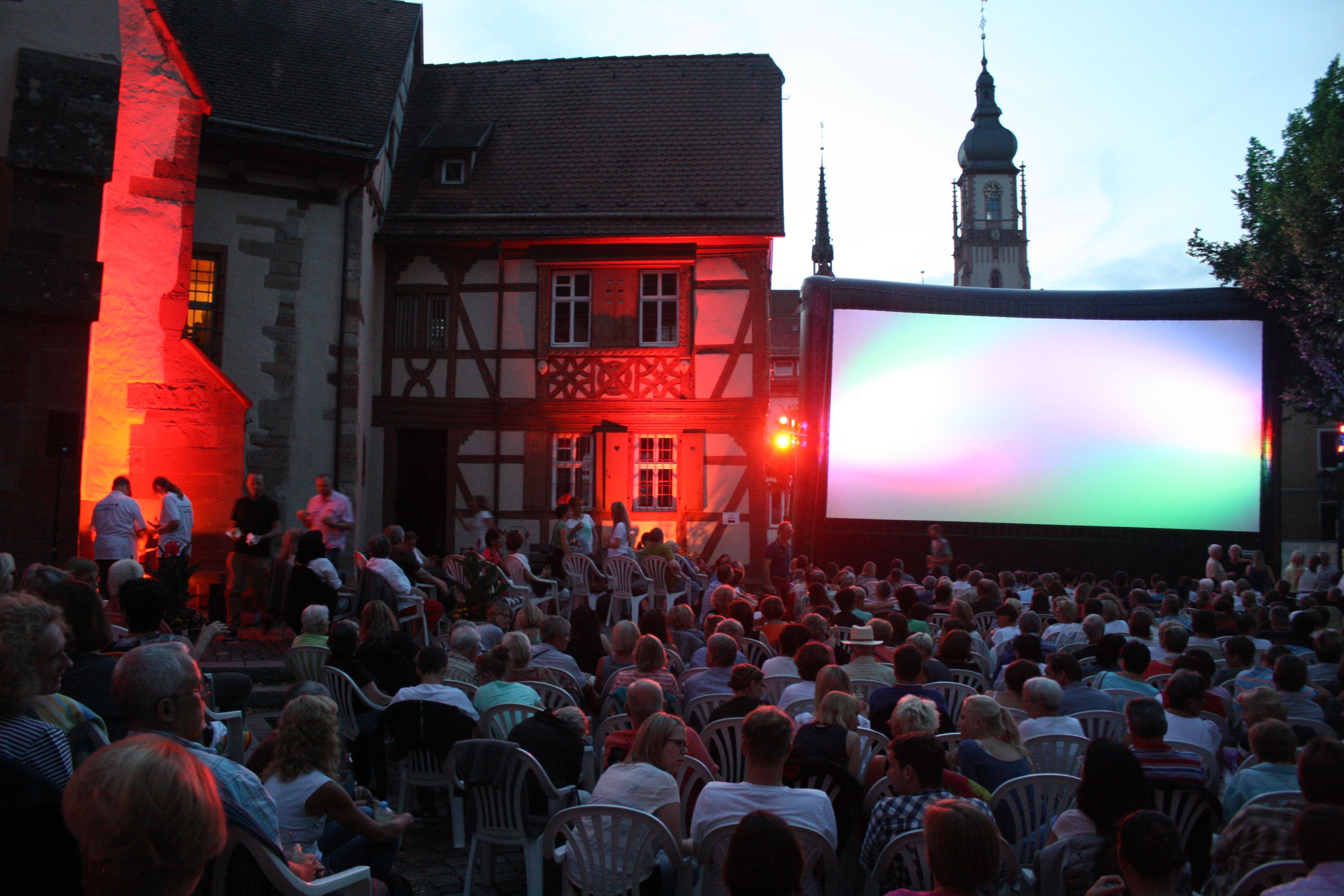
Open-Air-Kino am Schlossplatz (2012)
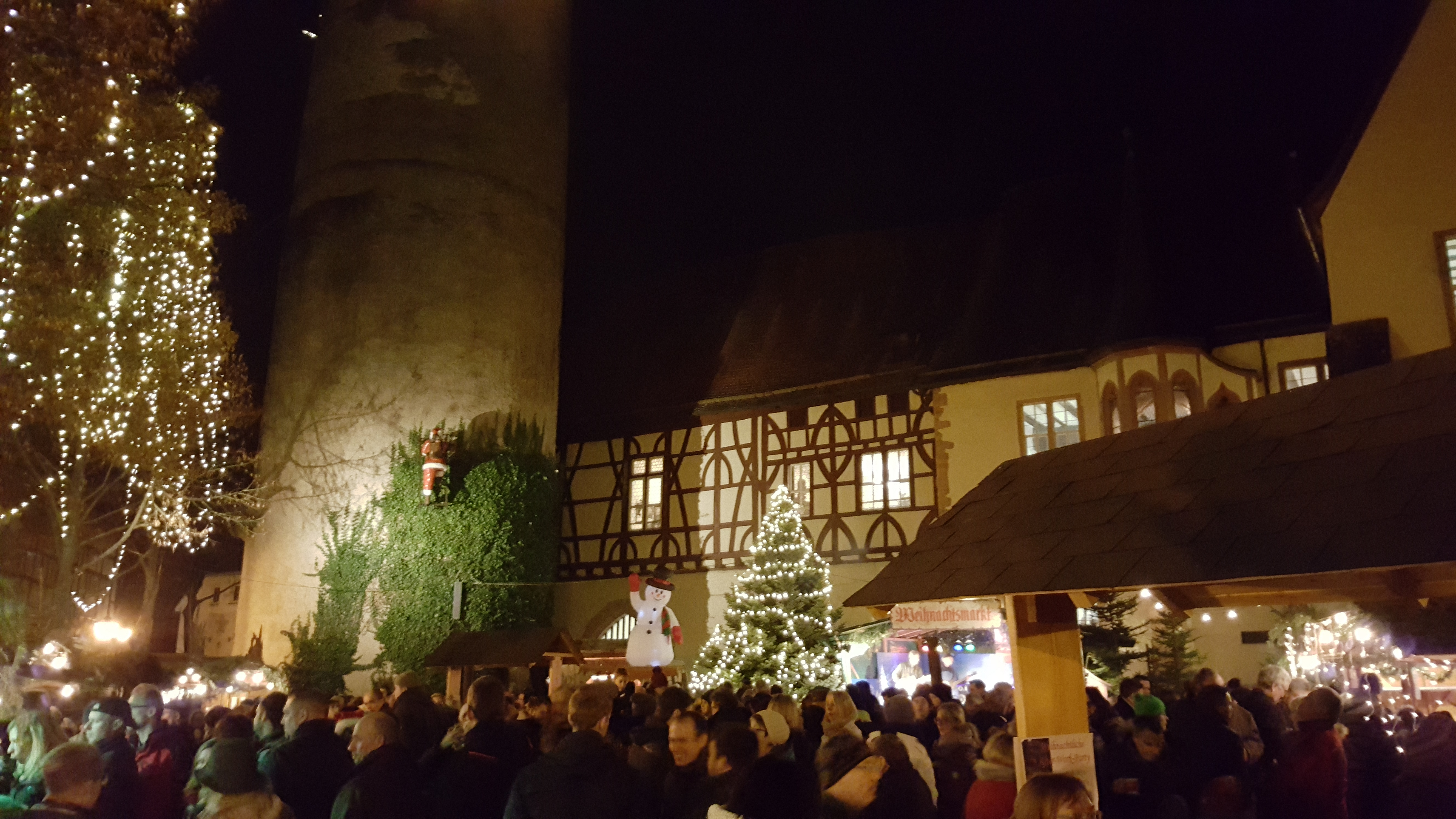
Der Tauberbischofsheimer Weihnachtsmarkt vor dem Kurmainzischen Schloss (2016)
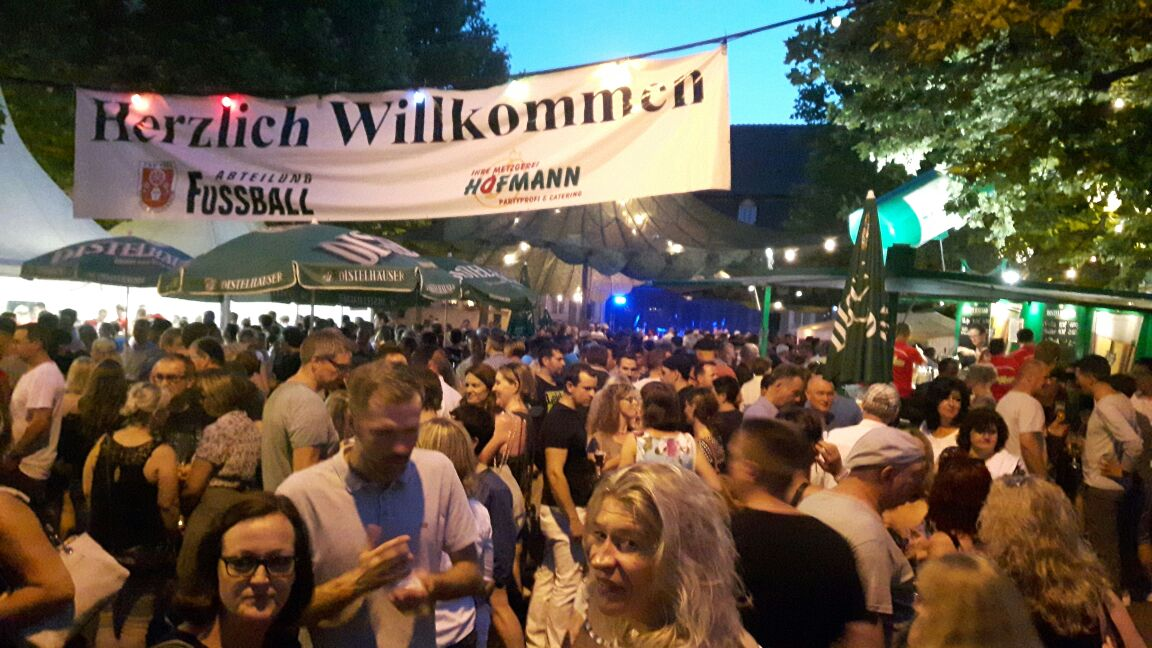
Das Tauberbischofsheimer Altstadtfest am Sonnenplatz (2017)
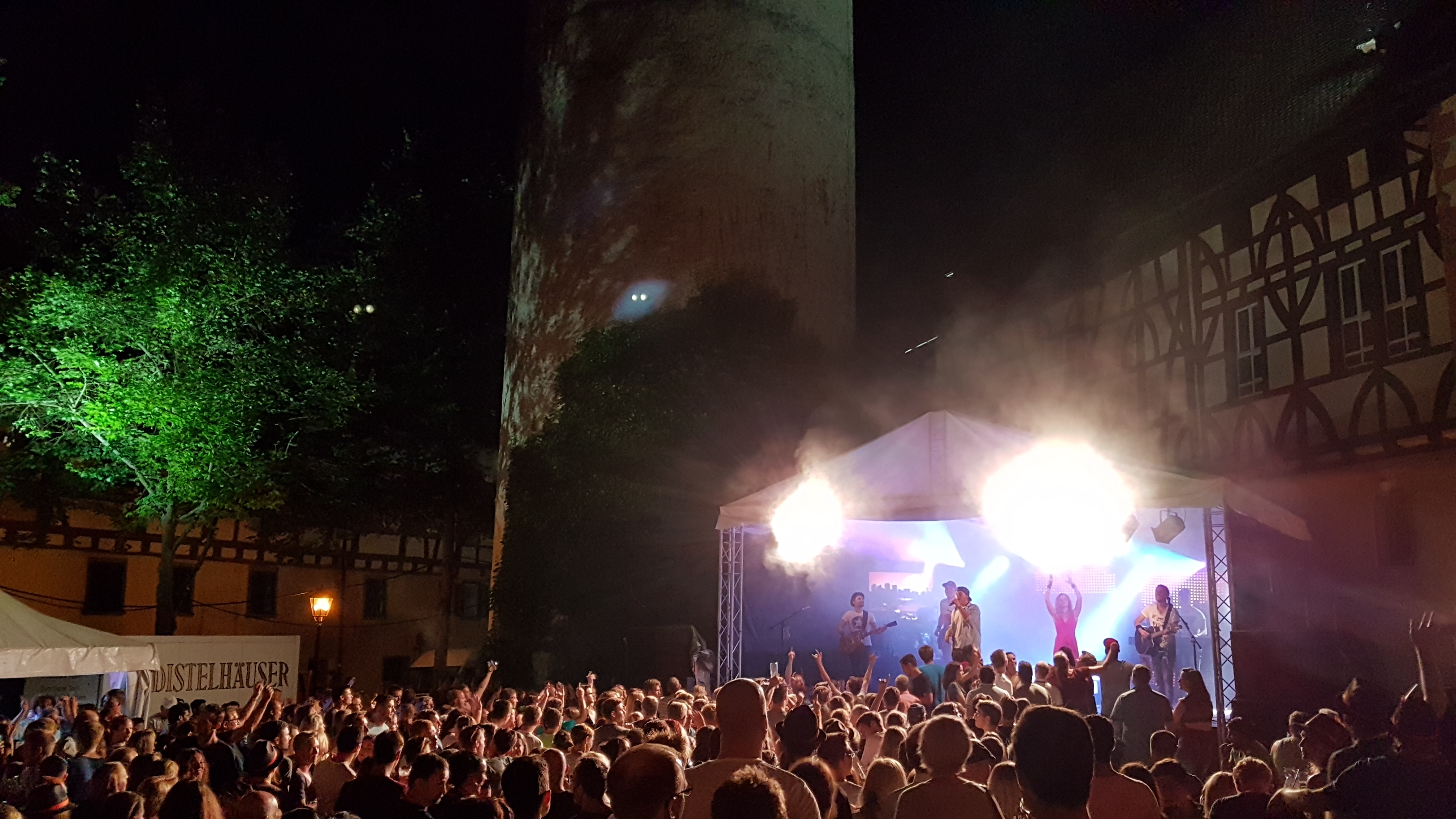
Eine Liveband beim Altstadtfest auf dem Schlossplatz (2017)

### Kulinarische Spezialitäten
Tauberbischofsheim und seine Stadtteile sind in den Talniederungen durch ausgedehnte Natur-, Obst- und Weinanbaugebiete gekennzeichnet. Daraus werden unter anderem Taubertäler Weine und Sekte, Biere (bei der Distelhäuser Brauerei im Stadtteil Distelhausen) und Edelobstbrände erzeugt. Daneben wird regionaler Apfelmost oder Apfelsaft hergestellt. In der Gastronomie sind neben Landgasthöfen und Dorfschänken mit einfachen Gerichten (wie beispielsweise Vesper mit Hausmacher Spezialitäten) auch Lokale mit gehobener Küche anzutreffen. Auf den Speisekarten sind regionale Besonderheiten wie Tauberforellen, Boeuf de Hohenlohe, Taubertäler Landschweinprodukte, Taubertäler Lamm oder regionaler Grünkern zu finden.

## Wirtschaft und Infrastruktur

### Wasserversorgung
Das im Stadtteil Dittigheim von 2015 bis 2017 errichtete Wasserwerk Taubertal versorgt rund 40.000 Menschen aus drei Städten und drei Gemeinden, sowie Industrie und Gewerbe im mittleren Taubertal mit Trinkwasser. Betreiber ist der Zweckverband Wasserversorgung Mittlere Tauber, dem neben den Städten Tauberbischofsheim, Lauda-Königshofen und Grünsfeld auch die Gemeinden Großrinderfeld, Werbach und Wittighausen angehören.

### Weinanbau
Seit 1934 betreibt die Stadt das Rebgut „Edelberg“ an einem Muschelkalkhang. Auf 8,5 ha werden zehn verschiedene Rebsorten angebaut, darunter auch der Silvaner, der Wappenwein Frankens.
Die gleichnamige Einzellage ist Teil der Großlage Tauberklinge. Diese ist der Weinregion Tauberfranken des Weinanbaugebietes Baden zugeordnet. Bewirtschaftet wird es von der Becksteiner Winzer eG.
In folgenden Stadtteilen wird ebenso Weinanbau betrieben:
- Impfingen – Einzellage „Silberquell“
- Distelhausen – Einzellage „Kreuzberg“
- Dittigheim – Einzellage „Steinschmetzer“
- Dittwar – Einzellage „Dittwarer Ölkuchen“

### Verkehr

#### Eisenbahn

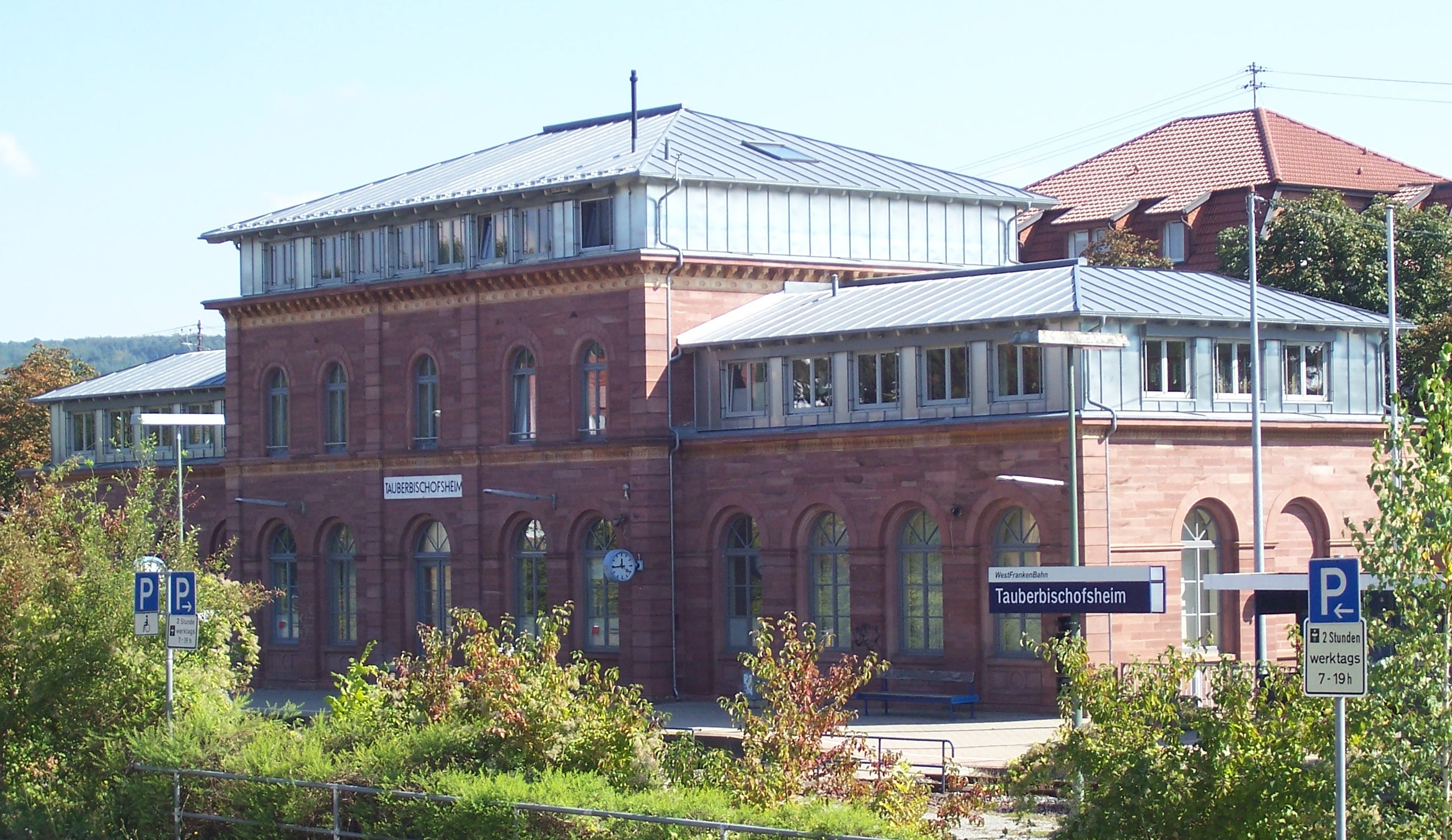
Bahnhof

Der Bahnhof Tauberbischofsheim liegt an der Bahnstrecke Lauda–Wertheim, von wo aus Züge im Stundentakt nach Aschaffenburg und Crailsheim fahren. Von 1914 bis 1968 existierte außerdem eine Nebenbahn nach Königheim, die über das Industriegebiet Bahnhof Dittwar verlief.

#### Straßenverkehr
Ebenso liegt die Stadt mit der Anschlussstelle Tauberbischofsheim an der Bundesautobahn 81 (Würzburg–Gottmadingen) und der Bundesstraße 27 Blankenburg–Schaffhausen sowie an der Bundesstraße 290 nach Westhausen.

#### Bus
Die Stadt gehört der VerkehrsGesellschaft Main-Tauber an, die seit 2013 in den Verkehrsverbund Rhein-Neckar (VRN) integriert ist.

#### Radverkehr
Durch Alltagsrouten aus dem Radnetz Baden-Württemberg ist Tauberbischofsheim
- über den Stadtteil Hochhausen mit Wertheim,
- über die Stadtteile Dittigheim und Distelhausen und über Lauda-Königshofen mit Bad Mergentheim und
- über Königheim, Hardheim und Walldürn mit Buchen (Odenwald) verbunden.

Geplant, aber noch nicht bestehend („Zielnetz“) ist eine direkte Route über Großrinderfeld Richtung Würzburg.
Zudem bestehen touristische Radfernwege. Mehr dazu unter Tourismus/Radwanderwege.

#### Flugplätze
Es existiert das Segelfluggelände Tauberbischofsheim auf dem Hunsenberg bei Hochhausen. Ein nahe gelegener Verkehrslandeplatz ist in Niederstetten.

### Ansässige Unternehmen

#### Aktuelle Unternehmen
Die in Tauberbischofsheim ansässige Michael Weinig AG ist ein weltweit bedeutender Hersteller von Holzbearbeitungsmaschinen. VS Vereinigte Spezialmöbelfabriken produziert moderne Schul-, Büro- und Konferenzausstattungen. MAFI Transport-Systeme GmbH ist Hersteller von Schwerlast-Flurförderzeugen und TREPEL Airport Equipment GmbH ist der führende Hersteller von Flughafenvorfeldgeräten im Bereich der zivilen Luftfahrt.
Die im Stadtteil Distelhausen ansässige Distelhäuser Brauerei vertreibt ihre Produkte in der Region Heilbronn-Franken und Teilen von Unterfranken.

#### Ehemalige Unternehmen
Von 1930 bis in die Mitte der 1980er Jahre bestand die Zipf-Bräu in Tauberbischofsheim. Die Ursprünge der vor 1930 in Gerlachsheim beheimateten Brauerei reichen bis ins Jahr 1734 zurück.

### Medien
- Tauberbischofsheim ist Sitz eines SWR-Studios für Hörfunkberichterstattung.
- Die Fränkischen Nachrichten (FN) erscheinen als Tageszeitung seit 1946. Im Herbst 2014 wurde die Tauber-Zeitung durch die FN übernommen. Der überregionale Teil der FN ist dem Mannheimer Morgen entnommen.
- Main-Tauber Aktuell erscheint zum Wochenende als Anzeigenblatt für den gesamten Main-Tauber-Kreis.
- Tauberbischofsheim Aktuell informiert seit dem 3. Oktober 2008 als städtisches Mitteilungsblatt jeweils zum ersten und dritten Donnerstag eines Monats.[150]
- Financial T(’a)ime, eine überregional bekannte online-Schülerzeitung aus Tauberbischofsheim. Unter anderem verantwortlich für die Inhalte einer Jugendseite („VON jungen Leuten FÜR junge Leute“) im städtischen Mitteilungsblatt.

### Behörden, Gerichte und Einrichtungen
Tauberbischofsheim ist Sitz der Kreisverwaltung sowie Standort mehrerer Landesverwaltungsbehörden, darunter ein Finanzamt und eine Agentur für Arbeit. Tauberbischofsheim ist außerdem Sitz eines Amtsgerichts, das zum Landgerichtsbezirk Mosbach gehört. Die Stadt ist ferner Sitz des Dekanats Tauberbischofsheim des Erzbistums Freiburg. Zudem befindet sich das Polizeirevier Tauberbischofsheim in der Stadt im alten Gebäude des Gymnasiums.
Darüber hinaus war Tauberbischofsheim bis 2008 Garnisonsstadt. Bis zum Schluss waren dort das Artillerieaufklärungsbataillon 121 sowie diverse kleinere Einheiten stationiert. Mit der Schließung der Kurmainz-Kaserne wurden diese Einheiten aufgelöst. 2011 ging das Gelände in das Eigentum der Stadt über.

### Bildung

#### Schulen
Tauberbischofsheim hat vier Grundschulen (in der Kernstadt die Christian-Morgenstern-Grundschule und die Grundschule am Schloss sowie in den Stadtteilen eine Grundschule in Impfingen und die Erich-Kästner-Schule in Distelhausen), eine Hauptschule mit Werkrealschule (Pestalozzischule), eine Realschule (Riemenschneider-Realschule), ein allgemeinbildendes Gymnasium (Matthias-Grünewald-Gymnasium) und eine Förderschule (Christophorusschule). Das Matthias-Grünewald-Gymnasium geht in seiner Tradition bis auf die 1688 von den Franziskanern gegründete Lateinschule zurück.
Der Main-Tauber-Kreis ist Träger der Krankenpflegeschule am Krankenhaus Tauberbischofsheim sowie der beiden Beruflichen Schulen (Gewerbliche Schule, unter anderem mit Technischem Gymnasium und die Kaufmännische Schule Tauberbischofsheim, unter anderem mit Wirtschaftsgymnasium).

#### Eliteschule des Sports
Der Fecht-Club Tauberbischofsheim bietet mit Unterstützung durch den DOSB mit dem „Modell Tauberbischofsheim“ ein Voll-/Teilinternat als eine Eliteschule des Sports an. Das schulische Umfeld wird in Kooperation mit fünf Partnerschulen mit Sportprofil erbracht.

#### Akademien
Tauberbischofsheim ist ein Standort der Volkshochschule vhs Main-Tauber, sowie der Fachschule für Sozialpädagogik der Euro-Schulen-Organisation.
Die Akademie für Innovative Bildung und Management Heilbronn-Franken (AIM Akademie) betreibt in Tauberbischofsheim eine Außenstelle mit den Schwerpunktbereichen Frühe Bildung, Unterricht und Schule sowie Individuelle Qualifizierung.

## Vereine
Die Stadt Tauberbischofsheim verfügt über ein aktives Vereinsleben in verschiedenen Altersgruppen und Interessensgebieten:

### Sportvereine
Zu den über 30 Sportvereinen im Tauberbischofsheimer Stadtgebiet zählen unter anderem der durch seine Medaillenerfolge weltbekannte Fecht-Club Tauberbischofsheim e. V. sowie der Turn- und Sportverein 1863 Tauberbischofsheim e. V., einer der ältesten und mitgliederstärksten Sportvereine in Nordbaden.

### Musik- und Gesangvereine
Die Stadt Tauberbischofsheim weist über 25 Musik- und Gesangvereine auf. Dazu zählen unter anderem der Spielmannszug Tauberbischofsheim sowie die Stadt- und Feuerwehrkapelle Tauberbischofsheim.

### Sonstige Vereine
Daneben gibt es über 85 weitere Vereine. Dazu zählen unter anderem: Fastnachtsgesellschaft „Bischemer Kröten“ e. V. (aufgrund des einst reichen Vorkommens der Tiere in Tauberbischofsheim verdankten sich dessen Bewohner die Bezeichnung „Bischemer Kröten“), Förderkreis Ländlicher Raum (FLR), Kleintierzüchterverein Tauberbischofsheim, Kunstverein Tauberbischofsheim, Galerie: „Engel“-Saal, Rotary Club Tauberbischofsheim, Verein der Gartenfreunde, Verein der Tauberfränkischen Heimatfreunde e. V., Verein für Hospiz- und Lebensbegleitung Tauberbischofsheim e. V., Verkehrswacht Main-Tauber-Kreis e. V., Vogelliebhaber und -züchter e. V., Volkstanzgruppe Tauberbischofsheim und das Wirtschaftsforum Pro Tauberbischofsheim e. V.

## Persönlichkeiten
Siehe: Liste von Persönlichkeiten der Stadt Tauberbischofsheim